# Игра судбине (5. сезона)
Пета сезона серије Игра судбине се емитује од 15. децембра 2022. године и има 198 епизоде.

## Улоге

### Главне
- Сандра Бугарски као Марица Панчетовић "Панчета"
- Лука Рацо као Алекса Ожеговић
- Стеван Пиале као Лука Каначки
- Владан Савић као Иван Ожеговић
- Оља Левић као Мила Ожеговић
- Драгана Мићаловић као Уна Христић
- Злата Нуманагић као Љиљана Караматијевић "Лила"
- Слободан Ћустић као Вукашин Сувобрк
- Дарко Томовић као Тихомир Бунчић "Тића"
- Павле Јеринић као Матија Грбић
- Матеа Милосављевић као Софија Шубаревић
- Аммар Мешић као Страхиња Бунчић
- Нина Рукавина као Уна Христић (епизоде 1–41)
- Ива Штрљић као Дијана Ерски (главни: епизоде 42–198; епизодни: епизоде 34–35, 37–38)
- Кристина Јовановић као Јелена Радман Галић
- Вук Салетовић као Бојан Галић "Дебељко"
- Борис Пинговић као Никша Корлат (епизоде 1–41)
- Софија Рајовић као као Сенка Кокољ (епизоде 42–198)
- Даниела Кузмановић као Катарина Илић
- Тијана Упчева као Уна Медић "Зврк"
- Снежана Савић као Донка де Саели
- Југослава Драшковић као Божидарка Шубаревић "Брзутка"
- Кристина Савић као Олга Ожеговић
- Милан Босиљчић као Маринко Комарчевић "Свитац"
- Саша Јоксимовић као Максим Шубаревић
- Данина Јефтић као Клаудија Чарапина (епизоде 1–41)
- Милица Томашевић као Нада Галић (главни: епизоде 42–198; епизодни: епизоде 32–35, 37, 40–41)
- Бојана Грабовац као Маријана Јовановић
- Стојан Ђорђевић као Вид Залад (епизоде 1–41)
- Тијана Максимовић као Жаклина Танкосић
- Марко Јовичић Дими као Јамездин (епизоде 1–78)
- Биљана Малетић Заверла као Јасна (епизоде 1–41)
- Катарина Вићентијевић као Ана Марчета (главни: епизоде 42–198; епизодни: епизоде 35, 37, 40–41)
- Марко Радојевић као Миле Писаров "Миле Купус"
- Иван Томић као Слободан Џелетовић „Цоле”
- Мирољуб Турајлија као Добрица Пилетић
- Тања Павловић као Теа Тадин (епизоде 1–41)
- Матеја Поповић као Олег Латас (главни: епизоде 1–41; епизодни: епизоде 44–45)
- Сташа Радуловић као Гала Ждрал
- Ивана Панзаловић као Сара Бергер (епизоде 1–41)
- Снежана Јеремић као Василиса Смоленски (епизоде 1–41)
- Дени Мешић као Завиша Агбаба (епизоде 1–41)
- Предраг Коларевић као Директор полиције
- Вахидин Прелић као др. Данило Поповић (главни: епизоде 79–198; епизодни: епизоде: 69, 73–74)
- Нина Мрђа као Ленка Велицки
- Арсеније Тубић као Ритер Брунер
- Барбара Петровић као Барбара Буха
- Немања Станојковић као Немања
- Миа Митић као Дуња Златић
- Андријана Ђорђевић као Чарна (епизоде 1–41)
- Александра Белошевић као Ирма Латас
- Страхиња Митић као Коста Златић "Коле"
- Теодора Томашев као Хана (епизоде 1–41)
- Небојша Савић као Др Ђорђе Урошевић (епизоде 1–41)
- Мирослав Јовић као Милан Станимировић (главни: епизоде 42–78; епизодни: епизоде 3, 5, 8, 10–16, 22–23, 27, 29, 35, 37–41, 127)
- Софија Ристић као Ирена Станимировић (главни: епизоде 42–198; епизодни: епизоде 3, 5, 8, 10–16, 22–23, 29–31, 33, 35, 37–41)
- Алиса Левић као Стела Дедијер (главни: епизоде 42–198; епизодни: епизоде 37–38)
- Александра Манасијевић као Таша (главни: епизоде 42–198; епизодни: епизоде 14, 22, 25, 38, 41)

### Епизодне
- Војислав Воја Брајовић као Виктор Брунер
- Тања Живковић као Каја
- Стефан Станчић као Алекса Каначки "Акица"
- Лазар Гавриловић као Лука Ожеговић "Луле"
- Невена Радуловић као Медицинска сестра
- Драгана Јовановић као Стана Станимировић
- Јована Јеловац Цавнић као Адвокатица Душанка Вулић
- Григорије Јакишић као Леон Тошић
- Ненад Гвозденовић као Часлав Христић
- Милица Јанковић као Ненси
- Александра Костић као Инес Накић
- Светозар Бабић као Млади Доктор
- Љубомир Бандовић као Ранко Тошић "Црни"
- Предраг Милетић као Петар Китановић
- Младен Миљковић као Адвокат

## Епизоде
| Бр. у серији | Бр. у сезони | Назив | Редитељ                          | Сценариста | Премијерно емитовање |
| --- | ------------ | --- | -------------------------------- | ---------- | -------------------- |
| 598 | 1            | Мила покушава себи да одузме живот                                                                            | Горан Николић и Страхиња Савић   | TBA        | 15. децембар 2022.   |
| Мила покушава да себи одузме живот, али је Алекса у последњем тренутку спасава. Ада након момента када јој извршитељи дају документа у Вили Каначки, губи свест и завршава у болници. Никшу проналазе у канцеларији без свести... |              | |                                  |            |                      |
| 599 | 2            | Лекари се боре за Адин живот                                                                                  | Горан Николић и Страхиња Савић   | TBA        | 16. децембар 2022.   |
| Вукашин зна да је Ада изгубила свест јер је видела извршну одлуку и документ којим им се одузимају кућа, али открива и сумњиви снимак камера о отмици девојке која личи на Уну Каначки. Ритер уцењује Хану да не открије да је он дао отров за Никшу. Сумња за Никшино убиство пада на невину Теу. Мила се опоравља у болници, али вести о Адином здравственом стању су веома лоше. |              | |                                  |            |                      |
| 600 | 3            | Блокирани су сви рачуни Кан Холдинга                                                                          | Горан Николић и Страхиња Савић   | TBA        | 17. децембар 2022.   |
| Стана и Милан, нови ликови у серији, живе у селу поред Суботице, са Иреном. Са њима живи и Марија Корлат (која веома личи на Уну Каначки), која верује да је сестра Никше Корлата. Видимо да Стана контролише Маријин сваки корак и да Ирена воли Марију. У Кан Холдингу су сви рачуни блокирани и влада права паника. Панчета из болнице одводи Милу и Лулета код себе кући, верујући да ће се Мила једино тако опоравити. |              | |                                  |            |                      |
| 601 | 4            | Алекса је нестао                                                                                              | Горан Николић и Страхиња Савић   | TBA        | 18. децембар 2022.   |
| Вукашин са директором полиције анализира снимак отмице. Није им јасно ни ко је на снимку, ни да ли Никша умешан и да ли има везе са убиством Никше. Алекса је нестао и нико не може да га нађе, а Софија, Матија и Ритер тријумфују због несрећа које су задесиле Каначке. Зашто Вукашин истражује сумњиви снимак отмице са ликом девојке која веома подсећа на Уну Каначки и зашто су блокирани рачуни Кан Холдинга, сазнајте у новој епизоди. |              | |                                  |            |                      |
| 602 | 5            | Ади се стање погоршава                                                                                        | Горан Николић и Страхиња Савић   | TBA        | 19. децембар 2022.   |
| Лука и Зврк покушавају да Акици направе атмосферу у лошој ситуацији, али је Уна увек ту да то поремети. Ади се стање погоршава, у болници. Сазнајемо да Марија Корлат има амнезију и не сећа се прошлости. Теа је у затвору и осумњичена за Никшино убиство, а Ритер је уцењује да не сме ништа да каже полицији. Банкар проналази пијаног Алексу и покушава да му саопшти веома лоше вести везано за финансије Кан Холдинга. |              | |                                  |            |                      |
| 603 | 6            | Иван је у лошем стању због Аде                                                                                | Горан Николић и Страхиња Савић   | TBA        | 20. децембар 2022.   |
| Иван је у јако лошем стању због Аде. Мила жели да се разведе од Алексе. Доста јој је свега. Алекса обавештава Луку, Вукашина и Олега да му је банкар рекао да ће им све узети. Баш све. |              | |                                  |            |                      |
| 604 | 7            | Доктор преноси Адину поруку породици                                                                          | Горан Николић и Страхиња Савић   | TBA        | 21. децембар 2022.   |
| Менаџмент Кан Холдинга покушава да открије како је дошло до блокаде свих рачуна фирме. Доктор преноси Адину поруку породици која је пуна љубави и жеље да се држе. Марија Корлат сређује орман. Видимо исти прстен и џемпер који је и у видео отмице девојке које су Вукашин и директор полиције анализирали, а Вукашин и директор полиције предају снимак форензичару. Уна се наслађује у Вили Каначки несрећом која их је задесила. Једино је код Панчете идила. Играју не љути се човече са Лулетом. |              | |                                  |            |                      |
| 605 | 8            | Панчета и даље брани Алекси да види Милу и Лулета                                                             | Горан Николић и Страхиња Савић   | TBA        | 22. децембар 2022.   |
| Лука, Алекса и Олег грозничаво размишљају како да спасу фирму и вилу, али изгледа да не виде решење. Стана, Милан и Марија, схватају да уплате од Никше нема, али им није јасно зашто им се не јавља на телефон. Запослени у Кан Холдингу су у паници шта ће бити са њима. Панчета и даље брани Алекси да види Милу и Лулета, да се Мила не би узнемирила, али Луле тражи да види свог тату. Донка из насловних страна новина сазнаје да је са Никшином смрћу, угашена и његова телевизија. Лука грозничаво смишља решење за спас породице и имовине. |              | |                                  |            |                      |
| 606 | 9            | Панчетин плац може да буде решење за спас имовине Каначких                                                    | Горан Николић и Страхиња Савић   | TBA        | 23. децембар 2022.   |
| Тића покушава да направи романтично јутро са Панчетом како би Мили показао идилу живота у двоје. Панчети је то сумњиво и љути се, јер се Тића чудно понаша. Мила ипак разговара са адвокатом о процедури развода са Алексом. Лука долази код Панчете и саопштава јој да Панчетин плац може да буде решење за спас имовине Каначких, као потенцијално место за изградњу луксузног насеља, што би смирило банкаре и дало им гаранцију да зауставе процедуру одузимања имовине Каначких. Иван је ван себе од бола и више не може да издржи чекајући вести о Ади у болници. Божидарка и Максим планирају ручак са Немањом и Софијом у нади да ће Софију некако одвојити од Матије. Алекса улази у собу у моменту кад Мила потписује папире за развод. |              | |                                  |            |                      |
| 607 | 10           | Алекса моли Милу да одустане од развода                                                                       | Горан Николић и Страхиња Савић   | TBA        | 24. децембар 2022.   |
| Алекса моли Милу да одустане од развода, а Панчета подсећа да је најважнији Луле, а не како се осећају Мила и Алекса. Адино стање је врло критично и у бунилу помиње нека писма. Лука ради на пројекту луксузног насеља уз помоћ Панчете и верује да ће то зауставити банку да им узме све. Ритер уцењује Страхињу да мора да сарађује са њим, јер ће у супротном Ритер наудити Ружи и Нади. Уна саопштава Ритеру да спрема клопку Луки. Стана, Милан и Марија Корлат сазнају да је Никша мртав. |              | |                                  |            |                      |
| 608 | 11           | Софија покушава да обнови љубав са Матијом                                                                    | Горан Николић и Страхиња Савић   | TBA        | 25. децембар 2022.   |
| Уна краде кључни документ за реализацију пројекта луксузног насеља, који Лука припрема. Марија Корлат, Ирена, Стана и Милан су шокирани и потресени убиством Никше. Стана прекорева Милана и Марију да су јој уништили живот и да она увек сама мора све да реши, па и сада када због Никшине смрти остају без новца. Марија безуспешно покушава да се сети свог живота, али амнезија јој блокира сваки покушај. Софија покушава да обнови љубав са Матијом, али је он груб и незаинтересован за њу. Донка испитује Лилу да ли зна нешто о Адиним писмима и дневнику. Лила је мистериозна и одбија да каже. Уна провоцира Зврк да зна да је удата за Олега, а има паралелну везу са Луком. Изгледа да је Банкар ипак заинтересован за Лукин план са луксузним насељем. |              | |                                  |            |                      |
| 609 | 12           | Јасна је видела да Лила узима сакривене Адине кључеве и то саопштава Донки                                    | Горан Николић и Страхиња Савић   | TBA        | 26. децембар 2022.   |
| Оптимизам у Кан Холдингу и нада да ће банка прихватити план за спас имовине Каначки. Марија Корлат и Ирена одлучују да оду у Београд кришом од Стане и покушају да нешто сазнају о Никши Корлату (за кога Ирена верује да јој је отац, а Марија да јој је брат) и о Маријиној прошлости. Траже помоћ од Милана да то изведу. Барбара, Ритер и Матија тријумфују због пропасти породице Каначки, али и посебно због тога што ће им изгледа успети план да се Алекса разведе од Миле. Ручак код Божидарке са циљем да се зближе Немања и Софија, пропада, јер Софија воли само Матију. Алекса је очајан што је Мила ипак поднела папире за развод, а Мила му саопштава да не зна како даље јер има проблем поверења због тога што јој је Алекса прећутао да је неко убио њихову бебу у стомаку. Јасна је видела да Лила узима Адине сакривене Адине кључеве и то саопштава Донки, којој је то врло сумњиво и почиње истрагу шта Лила крије. |              | |                                  |            |                      |
| 610 | 13           | Софија је трудна са Матијом                                                                                   | Горан Николић и Страхиња Савић   | TBA        | 27. децембар 2022.   |
| Када Марија и Ирена крену за Београд наиђе љута Стана и заустави их, али оне и поред тога не одустају од плана да оду, рачунајући на Миланову помоћ. Донка покушава да одгонетне које је Лила кључеве узела и зашто крије од свих и какве тајне кључеви крију. Мила договара да се види са приватним детективом Урошем, да открије још неке тајне о својој трагедији са бебом. Лила даје отказ Јасни, зато што је пренела њену тајну Донки. Софија је трудна са Матијом. Иван се јавља и каже да има страшне вести о Ади. |              | |                                  |            |                      |
| 611 | 14           | Иван и Вукашин планирају хитан превоз Аде у Швајцарску                                                        | Горан Николић и Страхиња Савић   | TBA        | 28. децембар 2022.   |
| Иван саопштава да је Ади веома лоше. Детектив Урош саопштава Мили да се Барбара јавно хвалила да је одговорна за смрт Милине бебе и да има снимак, што Милу веома потресе. Лила доводи нову слушкињу Ташу у Вилу Каначки. Иван и Вукашин, заједно са Луком и Алексом, планирају хитан превоз Аде у Швајцарску да јој уграде вештачко срце, што је једини могући спас за њу. Милан измисли да му је позлило да би извукао Ирену и Марију из куће и дао им ауто, кријући од Стане, да ипак оду у Београд. Мила док је на састанку са адвокатом око развода затиче Барбару како улази код истог адвоката. Мила сумња да адвокат сарађује и са Барбаром. Веома се изнервира. Мила нападне и адвоката и Барбару. |              | |                                  |            |                      |
| 612 | 15           | Ритер уцењује Страхињу са дететом и Надом                                                                     | Горан Николић и Страхиња Савић   | TBA        | 29. децембар 2022.   |
| Мила напада Барбару код адвоката и каже да ће јој се осветити, а адвокату да ће му узети пуномоћ за развод. Адвокат видевши Милу бесну отказује сарадњу Барбари. Марија Корлат и Ирена иду за Београд. Ритер уцењује Страхињу са дететом и Надом. Лука, Алекса и Вукашин прате санитет са Адом који је вози до аеродрома. Иван путује са Адом у Швајцарску и биће са њом у болници тамо. Уна пред пут изнервира Ивана, који добије нервни слом и због ње. Марија Корлат на путу за Београд има реминисценције (присећа се Луке и Акице, види како ходају, али не зна ко су). Марија Корлат мисли да јој је позлило због амнезије. Ипак настављају пут за Београд. Страхиња који је на превару узео Ритеров телефон и нашао Надин број у њему безуспешно покушава да добије Наду, која се не јавља. |              | |                                  |            |                      |
| 613 | 16           | Директор полиције сумња да смрт Никше Корлата није до краја расветљена                                        | Горан Николић и Страхиња Савић   | TBA        | 30. децембар 2022.   |
| Марија Корлат и Ирена долазе до Никшине канцеларије у Београду. Заустави их чувар који им саопштава да ће Никшина фирма бити угашена, а све ствари бачене у отпад и да нема друге информације. Марија опет има реминисценције узроковане амнезијом, али чим отвори очи опет се ничега не сећа. У Никшиној канцеларији Марију и Ирену затиче инспектор полиције, они му говоре да су Никшина породица и да је то разлог зашто су дошле. Директор полиције сумња да смрт Никше Корлата није до краја расветљена и истражује даље. Донка зна да Лила нешто крије и ту сумњу дели са Вукашином, Алексом и Луком. Стана открива да су Марија и Ирена ипак отишле у Београд. Веома је бесна. |              | |                                  |            |                      |
| 614 | 17           | Детектив уцењује Ритера снимком на којој се види како Барбара признаје да је организовала убиство Милине бебе | Горан Николић и Страхиња Савић   | TBA        | 31. децембар 2022.   |
| Веома љута, Стана напада Марију и Ирену, које признају да су биле у Београду и то у Никшиној канцеларији. Али на помену да их је инспектор пропитивао у Никшиној канцеларији и да су побегле, Стана мења тон и постаје много помирљивија. Стана се веома уплаши на помен полиције. Донка показује Алекси и Луки место где је била Адина кутија са дневником и писмима, која је нестала, и сумња на Лилу да ју је сакрила. Вукашин их све смирује да не инсистирају сада на томе, јер имају других великих проблема. Инспектор саопштава директору полиције да је затекао Никшине рођаке тамо у канцеларији и да су му побегле, али да је успео да фотографише регистарске таблице аутомобила којим су побегле. Марија покушава да наслика дете у свом атељеу, али јој никако не успева да наслика лице. Веома се потреса због тога. Ирена је теши. Детектив Урош уцењује Ритера да ће му предати снимак где се јасно види да Барбара признаје да је организовала убиство Милине бебе. Тражи велике паре за тај снимак од Ритера. Ритер је бесан и наређује Барбари да оде из земље и нестане. Лила признаје Вукашину, да крије од свих Адина писма и дневник и да је то Адина тајна коју само Лила зна. Панчета прави посебан ручак у част Лулета и позива Олгу, Алексу, Дебељка и Јелену да их подсети да је породица све и да ће под њеним кровом они увек бити породица, шта год да се деси. |              | |                                  |            |                      |
| 615 | 18           | Мила и Алекса се мире а Донка проналази папир са ДНК тестом                                                   | Горан Николић и Страхиња Савић   | TBA        | 1. јануар 2023.      |
| Вукашин сломљен и емотиван зове Жаклину, своју ћерку у жељи да учврсти односе са њом. Марија покушава са Миланом да открије бар неки део своје прошлости, али сумњичава Стана то спречава и каже Милану да не сме да каже Марији ни једну реч истине, већ да се држи договорене приче (која је очигледна лаж). Под утиском Панчетиног окупљања породице, Алекса и Мила се мире, а Панчета пресрећна због тога дели радост са Тићом. Донка ипак њушка кроз по Адиним папирима и налази веома интересантну црвену фасциклу на којој пише ДНК тест. |              | |                                  |            |                      |
| 616 | 19           | Марији Корлат се враћа памћење                                                                                | Горан Николић и Страхиња Савић   | TBA        | 2. јануар 2023.      |
| Марији Корлат се враћа памћење. Донка информацију из ДНК теста које је пронашла у Адиним документима користи против породице Каначки. Софија након сазнала да је трудна са Матијом одлази од лекара и то му саопштава, али разговор прекида Ритер. Полиција је ушла Нади у траг, Страхиња се нада да је пронашао њу и дете. Алекса се састаје са адвокатом мислећи да је решен проблем са банком која жели да одузме Кан холдинг и вилу Каначки, међутим, изгледа да нема добре вести... |              | |                                  |            |                      |
| 617 | 20           | Софија добија наређује од Ритера да некога убије                                                              | Горан Николић и Страхиња Савић   | TBA        | 3. јануар 2023.      |
| Ритер прекида разговор Софије и Матије, јер има нови посао за њу, мораће некога да убије. Страхиња и Мила су сломљени јер нису пронашли Наду и Ружу, Панчета их теши. Лила служавку користи у плану против Донке. Директор полиције проналази отиске и позива Теу на разговор. Документа за пренос власништва виле Каначки нестају, а Лука мисли да су украдена. |              | |                                  |            |                      |
| 618 | 21           | Лука схвата да је Уна украла документа за пренос власништва виле Каначки                                      | Горан Николић и Страхиња Савић   | TBA        | 4. јануар 2023.      |
| Инспектор полиције је испред Миланове куће. Пронашао је сумњиви ауто у дворишту. Милан покушава да се извуче. Стана се уплашила. Донка разговара о идентитету Ане Марчете са адвокатом, а Таша прислушкује, притиснута од Лиле. Лука напада Уну да је украла папире за пренос. Теа признаје да је видела да је Хана сипа прах у пиће Никши, али да се плаши да призна због Ритера. Миле Купус најављује да ће доћи код Панчете да преспава јер је добио сјајан посао у Словенији. Детектив Урош пушта снимак разговора Ритера и Барбаре Вукашину. Мила и Алекса се после помирења враћају својој кући . Марија Корлат сумња у Станину верзију приче... Тражи своја лична документа, у покушају да докучи ко је и открије бар неки траг. |              | |                                  |            |                      |
| 619 | 22           | Никша је раније припремио лажну личну карту за Марију Корлат                                                  | Горан Николић и Страхиња Савић   | TBA        | 5. јануар 2023.      |
| Стана покушава да манипулише Маријом и покушава да је уплаши, упозоравајући је да никоме не отвара врата. Никша је припремио својевремено лажну личну карту за Марију Корлат. Гала ствара урнебес у канцеларији причама о томе да жели да се уда. Олег и Лука сазнају да web страница инвестиционог фонда, више не постоји. Схватају да су преварени. Панчета, тужна што је Мила отишла у свој стан, долази за њом и покушава да направи нови распоред у Милиној кући, што Милу збуни. Вукашин и Жаклина се сретну, Вукашин пита за унуку Дину, а Жаклина за Луку, према ком очигледно не престаје да гаји осећања, упркос свему. Панчета мисли да може да спаси Кан Холдинг и Вилу Каначки, али јој нико не верује и игноришу је... Стеже се обруч око Ритера и он схватајући то позива свог стрица Виктора Брунера у помоћ. |              | |                                  |            |                      |
| 620 | 23           | Виктор Брунер је одлучио да купи целу имовину, фирму и дом Каначких                                           | Горан Николић и Страхиња Савић   | TBA        | 6. јануар 2023.      |
| Виктор Брунер је одлучио да купи целу имовину, фирму и дом Каначких. Панчета иако јој нико не верује да би могла да има финансијско решење, које спашава Каначке, ипак наставља да ради на свом плану за њихов спас и зове свог пријатеља телефоном. Снимак отмице девојке, је на анализу код форензичара. Вукашин захтева да га обавесте о сваком напретку у анализи, осећајући да отмица и смрт Никше Корлата мора имати везу. Тића, који не верује као ни остали да Панчета спасава Каначке, сумњичи Панчету да га вара и да има љубавника. Банкар полива хладан туш по Алекси обавештавајући га да банка одустаје од сваког аранжмана са Кан Холдингом. У Кан Холдингу екипа салеће банкара имајући потпуно други план од посла са банкаром - да га ожене Галом. Упорни су да га намерно заглаве у лифту са Галом, тачније Јамездин. Панчета одлази код Црног и тражи да спаси Кан Холдинг. Виктор Брунер је стигао у Београд. |              | |                                  |            |                      |
| 621 | 24           | Лука је одлучио да напусти вилу Каначки а Ритера због истраге Виктор склања у Марбељу                         | Горан Николић и Страхиња Савић   | TBA        | 7. јануар 2023.      |
| Тића луди од љубоморе, иако се Панчета са Црним бори за спас Каначких. Ритер долази код свог стрица, који је стигао у Београд - Виктора Брунера. Ритера Виктор обавештава да ће га склонити у Марбељу, због истраге која се стеже око њега. Донка има фотографију Ане Марчете, али је Таша шпијунира по налогу Лиле и узима фотографију тајно од Донке. Лука поражен у преговорима, схвата да је дошло време да се спакују и напусте сви вилу Каначки. Лила одбија да то прихвати. Црни се баца у битку да купи Кан Холдинг и спашава имовину Канацки. У исто време сазнајемо да је Виктор Брунер у мисији да отме имовину породице Каначки, али открива да је још неко дао понуду... |              | |                                  |            |                      |
| 622 | 25           | Софија саопштава Матији да је трудна а Донки стиже документација ДНК теста                                    | Горан Николић и Страхиња Савић   | TBA        | 8. јануар 2023.      |
| Вукашин покушава да сазна ко стоји иза куповине Кан Холдинга. Донки стигла документација ДНК теста и одлучује да је проследи Вукашину, везано за Ану Марчету. Вукашин покушава да утврди да ли су Ана Марчета и Ада Каначки сестре. Софија саопштава Матији да је трудна. Панчета не може да верује да је Тића полудео од љубоморе, мислећи да га вара. Црни је открио да је понуда за куповину Кан Холдинга стигла и да је понуду пласирала фирма Викториус и захтева од банкара да му отвори ту понуду и каже коју је цифру понудио Викториус. Црни има кратак рок до сутра да пласира своју понуду. Страхиња открива Дебељку да има Надин број и да покушава да је добије. Виктор Брунер и Црни се сретну и у сведеном разговору меркају снаге. |              | |                                  |            |                      |
| 623 | 26           | Гала сазнаје да је сумњиви фонд који је изазвао колапс Кан Холдинга власништво Виктора Брунера                | Горан Николић и Страхиња Савић   | TBA        | 9. јануар 2023.      |
| Дебељко и Страхиња разматрају како да добију Наду на телефон. Договоре се да обавесте и Милу да и она покуша. Виктор и Црни размене оштре поруке, где је јасно да свако од њих жели да победи оног другог. Марија се бори да нешто о себи сазна од Милана, али Стана је увек ту да прекине такве покушаје. Вукашин и директор полиције покушавају да истраже случај отмице и дођу до неких доказа, а истовремено истражују и смрт Никше Корлата и посету његовој канцеларији Марије и Ирине. Вукашин открива да се од две усвојене девојчице, једна стварно звала Ана и преселила се у Америку, а друга Ада. Вукашин о томе обавештава Донку. Стана више не може да издржи притисак и позове Ритера, који је уверава да ће Виктор све преузети и решити. Ритер открива да је отета девојка Уна Христић у разговору са Виктором. Истовремено сазнајемо из разговора у прошлости Ритера и Никше да је Никша испричао Ритеру да је отета девојка Уна Христић. Гала је сазнала да је сумњиви фонд који је изазвао колапс Кан Холдинга, власништво Виктора Брунера. |              | |                                  |            |                      |
| 624 | 27           | Вукашин сазнаје да је Барбара побегла из земље и да је лажна Уна                                              | Горан Николић и Страхиња Савић   | TBA        | 10. јануар 2023.     |
| Донка позове Ану Марчету и из разговора са њом се испостави да је стварно Адина сестра, јер је Анина мајка признала пред смрт да ју је усвојила. Прича се поклапа. Марија у својој фиоци наилази на каиш. Марија гледа у каиш као да јој је однекуд познат, али није сигурна. Стана наставља да је манипулише и тврди да је каиш њен. Тензија је око тога ко ће купити Кан Холдинг: Викториус, Виктора Брунера или Гама корпорација, власништво Црног. Панчета тријумфално објављује прва да ће Гама Корпорација купити Кан Холдинг, али јој још нико, па ни Алекса не верује. Миле Купус, љубоморном Тићи, долива уље на ватру и испоставља се да Миле Купус верује да Тићу Панчета вара, јер је прислушкивао док Панчета разговарала са Црним и сам поверовао да Панчета има љубавника. Вукашин сазнаје да је Барбара побегла из земље и да је лажна Уна. Истовремено, Вукашин сазнаје и да права Уна Христић није у међувремену излазила из земље. Све указује да је и Виктор Брунер учествовао у свему томе. Ритер не сме да се врати у Србију, јер се плаши полиције, али Виктор верује да је и то за њега лако решив проблем. Божидарка и Максим нису лепо реаговали на Софијину трудноћу, јер не верују да ће Матија да буде нити добар муж, нити добар отац, што Софију разбесни. Божидарка одлучи да оде у манастир. Иван јавља да је Ади боље...                                      |              | |                                  |            |                      |
| 625 | 28           | Банкар открио која је фирма купила Хан Холдинг а трудна Софија због Алексе завршава на поду                   | Горан Николић и Страхиња Савић   | TBA        | 11. јануар 2023.     |
| Марија у својој ташни проналази визиткарту посластичарнице, која је заинтригира... Име посластичарнице у Београду, звучи познато, али Марија не може ничега да се сети. Виктор покушава да уплаши Црног да није добро обавештен да у рату са њим не треба да улази. Црни узврати веома самоуверено, да је спреман на све. Мила и Алекса су поново срећни и воле се... Лила У Адиној радној соби тајно гледа у коверте са писмима које је Ада оставила синовима, мужу и Вукашину у кутији. Донка са Вукашином разматра када да саопште породици оно што су сазнали о Ани Марчети. Иван открива да је Ада боље. Алекса потврђује Тићи да Панчета стварно има пријатеља који хоће да им помогне у послу и смири га да Панчета нема љубавника. Инспектор поново долази и испитује Милана око аута, тражећи Марију и Ирену. Сви су нервозни јер се очекује отварање понуда и информација ко је купио Кан Холдинг. Банка објављује да је Гама Корпорација, фирма Црног, купила Кан Холдинг. Матија и Алекса се потуку, поред Софије. У том моменту трудна Софија падне на под, тако што је Алекса случајно гурне. |              | |                                  |            |                      |
| 626 | 29           | Софија губи бебу                                                                                              | Горан Николић и Страхиња Савић   | TBA        | 12. јануар 2023.     |
| Вила Каначки и Кан Холдинг дефинитивно иду на продају непознатом власнику. Истрага око отмице девојке напредује. Вукашин открива да Уна Каначки је имала лажан идентитет. Софија губи бебу. |              | |                                  |            |                      |
| 627 | 30           | Нада се са Ружом враћа у Београд                                                                              | Горан Николић и Страхиња Савић   | TBA        | 13. јануар 2023.     |
| Нада се напокон јави и каже да стиже са Ружом у Београд. Алекса и Лука упознају мистериозног Панчетиног пријатеља Црног, који је нови власник Кан Холдинга и Виле Каначки. Вукашин и Донка крију тајну о Ани Марчети од породице . |              | |                                  |            |                      |
| 628 | 31           | Црни је победио Виктора Брунера у трци за куповину Кан Холдинга и Виле Каначки                                | Горан Николић и Страхиња Савић   | TBA        | 14. јануар 2023.     |
| Црни је дефинитивно победио Виктора Брунера у трци за куповину Кан Холдинга и Виле Каначки. Ана Марчета је потврђено рођена сестра Аде Каначки. Нада и Ружа су се вратиле у Београд... |              | |                                  |            |                      |
| 629 | 32           | Вукашин пада на колена због једног телефонског позива                                                         | Горан Николић и Страхиња Савић   | TBA        | 15. јануар 2023.     |
| Нада и Ружа су главна сензација, јер су се вратиле после толико времена иако од самог почетка између Страхиње и Наде је напето. Марија Корлат се труди да се помоћу предмета и асоцијацијама нечега сети из своје прошлости, али без успеха. Коктел у Вили Каначки, због Адиног опоравка и спаса Виле Каначки и Кан Холдинга... Ипак Вукашин пада на колена када се у сред коктела јави на позив телефоном. |              | |                                  |            |                      |
| 630 | 33           | Сада када Аде више нема не знам како ово да вам кажем али...                                                  | Горан Николић и Страхиња Савић   | TBA        | 16. јануар 2023.     |
| Вест о Адиној смрти бацила је Вукашина на колена. Сви тугују за Адом. Панчета се жали Тићи, јер је мислила да се доласком Црног, ствари коначно враћају у нормалу. Кан Холдинг и вила Каначких су коначно спасени, Нада се вратила и довела Ружу, али тужна вест их је све поново разорила. Адина смрт утицала је и на живот Наде и Страхиње, ког је подсетила да никада немамо довољно времена за људе које волимо. На Адиној сахрани појављује се и Дијана Ерски, која користи прилику да Максиму "натрља" на нос свој велики успех у иностраној модној индустрији. Донка сада користи прилику да породици саопшти веома битну вест о Ади. Алекса остаје запањен оним што чује... |              | |                                  |            |                      |
| 631 | 34           | Адина сестра стиже у Београд а Панчета покушава да помири Наду и Страхињу                                     | Горан Николић и Страхиња Савић   | TBA        | 17. јануар 2023.     |
| Породица сазнаје да је Ана Марчета рођена сестра Аде Каначки, а Донка је у шоку након сазнања да је Ана у Београду. Барбара је ухапшена у бекству и очекује се њено изручење и извођење пред лице закона. Ирма се враћа својој деци. Панчета покушава да Страхињи објасни да је живот кратак и да треба да опрости Нади... |              | |                                  |            |                      |
| 632 | 35           | Марија Корлат покушава да открије Станине и Миланове тајне                                                    | Горан Николић и Страхиња Савић   | TBA        | 18. јануар 2023.     |
| Стеже се обруч око Стане и Милана. Полиција им је за трагом. Лоцирала је и доушнике који пуно могу да рећи о отмици. Дијана Ерски у свом стилу најављује велике, светске пројекте у родном граду, а не види да јој Софија спрема лукава изненађења. Ирена и Марија не одустају да открију тајне које осећају да Милан и Стана крију. |              | |                                  |            |                      |
| 633 | 36           | Ана Марчета открива све о Адиној прошлости                                                                    | Горан Николић и Страхиња Савић   | TBA        | 19. јануар 2023.     |
| Стана је веома нервозна и немирна јер схвата да су возача Никше Корлата ухапсили. Полиција испитује Радета, возача Никше Корлата, у вези са отмицом непознате девојке. Раде ништа не признаје. Ана Марчета исповеда породици како је почела да открива причу о себи и својој сестри. Тића наговора Страхињу да њих двојица заједно воде кафану, али он оклева. Матија се Максиму провера да се поново заљубљује у Софију. Панчета саветује Наду да разговара са Милом како да реши проблем неповерења са Страхињом, јер и Мила је недавно имала сличан проблем са Алексом. Дијана планира да, на свој урнебесан начин, лансира свој пројекат за цео свет. |              | |                                  |            |                      |
| 634 | 37           | Иван се чудно понаша                                                                                          | Горан Николић и Страхиња Савић   | TBA        | 20. јануар 2023.     |
| Иван озбиљно пати за Адом и понаша се чудно. Јамездину прете да ће нова директорка сигурно да му да отказ, када стигне кафе апарат заједно са њом у фирму. Страхиња покушава да побегне од Наде, потом иде код Ленке. Милан се пред Иреном излетео да Никша није Маријин брат. Дијана лудује и препричава своје пустоловине са светским звездама, по метрополама широм планете. Панчета режира романтични ручак између Страхиње и Наде, да би се помирили, али без успеха. |              | |                                  |            |                      |
| 635 | 38           | Ана Марчета од породице покушава да сазна нешто о Ади Каначки                                                 | Горан Николић и Страхиња Савић   | TBA        | 21. јануар 2023.     |
| Докази у полицији указују на везу између куће у Бајмоку и отмице девојке. Ана Марчета покушава да кроз причу породице Каначки, схвати ко је била њена сестра и да макар тако има неке успомене на њу. Марија и Ирена не одустају и спремају се да крену у Београд и покушају да одгонетну нешто што верују да Стана и Марија крију. |              | |                                  |            |                      |
| 636 | 39           | Иван је нестао Донка жели да пријави његов нестанак али...                                                    | Горан Николић и Страхиња Савић   | TBA        | 22. јануар 2023.     |
| Марија Корлат је схватила да Стана и Милан нешто крију од ње, а иако жели да сазна о чему се ради, признаје да ју је страх шта би о њима могла сазна у Београду. Панчета на све начине покушава да помири Наду и Страхињу, па им је направила ручак како би их зближила. Ипак, Страхиња не попушта и мисли да Панчета и Нада кују тајни план. Софија се запошљава код Дијане Ерски. Спремна је за освету коју већ дуже време припрема породици Каначки. Ивана нема цео дан и никоме се не јавља на телефон. Донка жели да пријави његов нестанак, али Лила одбија то да уради. |              | |                                  |            |                      |
| 637 | 40           | Марија Корлат испред виле Каначки                                                                             | Горан Николић и Страхиња Савић   | TBA        | 23. јануар 2023.     |
| Панчета настоји да опет споји Страхињу и Наду, а Миле купус уопште не разуме њене планове. Инспектор Цоле долази у кућу Станимировића и Стани и Милану саопштава да је његов сведок полицији открио да је отету особу довео код њих. Марија и Ирена стижу у Београд и Марија прави сцену у пекари. Ирена и продавачица покушавају да је смире, док она покушава да се присети када је долазила на то место. Док Марија покушава да пронађе истину, Стана и Милан покушавају да је заташкају пред инспектором, али неће моћи да избегну саслушање у Београду. Одмах позивају Ритера и моле за помоћ. Марија је на правом трагу. Током вожње таксијем, пролази поред виле Каначки и Ирени саопштава да познаје ту кућу. |              | |                                  |            |                      |
| 638 | 41           | Стана и Милан су на саслушању спремни да одају информације о отмици                                           | Горан Николић и Страхиња Савић   | TBA        | 24. јануар 2023.     |
| Страхиња и Ленка се састају заједно на вечери и једно другом признају да међу њима и даље постоје емоције. Страхиња је пита да ли је била у љубавној вези са Олегом, а Ленка га уверава да је на тај начин само хтела да га направи љубоморним. Страхињи прија то што чује. Ана са кофером долази у вилу Каначки и свима је драго што је виде. Марија се и даље присећа прошлости и сада је сигурна да њен дом није у Бајмоку, већ у Београду. Нови људи стижу у фирму. Црни позива Панчету и саопштава јој да у Кан Холдинг долази његова десна рука Сенка Кокољ. Дигла се велика прашина око њеног имена и доласка у Београд, толико да се Матија и Максим распитују о њој. Међутим, једина особа која већ познаје Сенку је Софија. Олег је прихватио понуду за посао у Енглеској и ускоро напушта фирму. Стана и Милан завршавају на саслушању у полицијској станици, али у присуству њихове адвокатице која инспектору Цолету предлаже нагодбу. Како би их пустио, адвокатица гарантује да ће открити информације о Никши Корлату и чувеној отмици... |              | |                                  |            |                      |
| 639 | 42           | Софија нову директорку Кан Холдинга држи у шаци                                                               | Милан Караџић и Страхиња Савић   | TBA        | 27. јануар 2023.     |
| Софија признаје Максиму и Матији да познаје нову директорку Кан холдинга Сенку Кокољ, коју Црни сматра својом десном руком. Софија ће искористити Сенку у освети коју спрема против Алексе и Каначких и мораће да игра по њеним правилима, јер је држи у шаци са информацијама из прошлости. Адвокатица Стане и Милана инспектору полиције нуди информације које има о отмици и Никши Корлату, али тражи нешто заузврат. Нада је Сенку пронашла на Инстаграму, а Мила и Панчета изненадиле су се када су виделе колико је згодна. Због тога је Мила Алекси направила љубоморну сцену. Стана остаје насамо са Маријом, јер жели да јој исприча нешто везано за Никшу Корлата. Лила сазнаје да је нестао прстен покојне Аде Каначки... |              | |                                  |            |                      |
| 640 | 43           | У Кан Холдинг стиже нова директорка                                                                           | Милан Караџић и Страхиња Савић   | TBA        | 28. јануар 2023.     |
| Панчета је узбуђена због састанка са новом директорком Кан Холдинга, Сенком Кокољ. Софија у разговору са Дијаном Ерски говори да ће Сенка да буде велико изненађење за све, чак је открила и њен конфекцијски број. Стана се плаши да полиција не види Марију Корлат, па јој забрањује да излази из куће и говори да ће је ухапсити ако оде у Београд. Сенка стиже у Кан Холдинг... |              | |                                  |            |                      |
| 641 | 44           | Сенка је бацила око на Алексу                                                                                 | Милан Караџић и Страхиња Савић   | TBA        | 29. јануар 2023.     |
| Панчета доживи фијаско на пословном састанку у Кан Холдингу, тако што је Сенка замоли да напусти састанак, схватајући да је она породица. Сенка наглашава да на пословном састанку, могу бити само људи из посла. Сенка Кокољ је према свима строга, пословна и одсечна, већ на првом упознавању. Ирена наговори Марију Корлат да не иде у полицију да пријави себе, на основу Станине приче о саобраћајној несрећи, у којој је наводно страдало дете... Марија сломљена закључује да неће ићи у полицију, али да више неће ни истраживати, нити ићи у Београд, јер јој је у Бајмоку ипак најсигурније. Полиција прати свако дешавање у Бајмоку и ко долази и излази из куће. Иако Таша оптужује Ану Марчету да је украла прстен и Донка и Лила јој верују, Вукашин предлаже да се Таша повери. Сенка веома строго и пословно издаје свима задатке. Велика промена у Кан Холдингу, од њеног доласка, са релативно опуштене атмосфере, до ригорозне пословне. То сви примећују. Сенка је бацила око на Алексу... |              | |                                  |            |                      |
| 642 | 45           | Сенка све више плете мрежу око Алексе                                                                         | Милан Караџић и Страхиња Савић   | TBA        | 30. јануар 2023.     |
| Панчета и даље не може да се помири са чињеницом да ју је Сенка избацила са пословног састанка. Виктор Брунер својој адвокатици предаје нови случај - оптужницу против његовог братанца Ритера. За њим је издата потерница, а Виктор је сигуран да ће адвокатица успети да оптужницу обори. Ана разговара са непознатом женском особом која је обавештава да ће јој сваког месеца уплаћивати одређену своту новца, како би јој помогла. Максим и Сенка се срећу на Олеговој опроштајној журци у бизнис клубу и он им предлаже јој да некада заједно оду на пиће. Придружује им се Софија, која има пословни план за Сенку и предлаже јој састанак. Ана тражи од Лиле Лукин број телефона, јер није стигла да му каже нешто врло важно. Таша признаје Вукашину, да је она украла прстен Аде Каначки, а не Ане Марчета и да је то урадила јер је била жртва преваре на интернету. Подигла је кредит и сада је банка јури да врати новац. Сенка позива Софију и Дијану у своју канцеларију, а то све прислушкује Алекса Каначки, који није срећан због онога што види. Инспектор Цоле се састаје са адвокатицом Вулић, која са њим кокетира. У бизнис клуб стиже и Катарина, која све то гледа и остаје у шоку. Барбара је ухапшена. Директор полиције је лично испитује... |              | |                                  |            |                      |
| 643 | 46           | Ана се јавља Луки са жељом да га боље упозна                                                                  | Милан Караџић и Страхиња Савић   | TBA        | 31. јануар 2023.     |
| Инспектор Цоле се среће са адвокатицом Вулић и уверава је да је на погрешној страни, јер је свестан да она није „криминалац”. Сенка и пред Дијаном Ерски показује зубе. На састанку је пита какав је њен бизнис план, што је модну креаторку ухватио неспремном. Софија инсистира да она насамо има састанак са Сенком. Барбара је на саслушању у полицијској станици и начелник је уверава да није у позицији да поставља услове. Међутим, Барбара је свесна са ким има посла и једино јој је битно да буде безбедна. Алекса и Лука, скроз неповерљиви према Сенки, прате сваки њен корак и надају се да ће ускоро сазнати њене намере. Ана се јавља Луки са жељом да га боље упозна, као и Акицу, под објашњењем да она нема никог ближег од њих двојице. |              | |                                  |            |                      |
| 644 | 47           | Сенка се не одваја од Алексе                                                                                  | Милан Караџић и Страхиња Савић   | TBA        | 1. фебруар 2023.     |
| Лила и Донка захтевају од Вукашина да им каже шта се десило са Адиним прстеном, зашто га је Ана украла и како је могуће да се она још увек третира као део породице. Лука се свађа са оцем, јер не може да му опрости што Иван не предузима ништа и што само седи и тугује. Софија има план како да придобије Сенку, а у томе ће јој помоћи компромитујући подаци из прошлости које Сенка никако не жели да угледају светлост дана. Софија је држи у шаци. Њен имиџ и репутација могу да нестану у трену, само ако то Софија пожели. Мила замера Алекси што у последње време остаје у фирми до касно у ноћ, и за то криви Сенку Кокољ. Адвокатица Вулић налази Барбару у хотелској соби и предлаже јој да се боље упознају. Сенка позива Алексу у своју канцеларију, под изговором да је врло важно. Толико је важно да Алекса није отишао по Лулета у вртић, а ни Мили се не јавља на телефон... |              | |                                  |            |                      |
| 645 | 48           | Нестао je важан снимак сумња се на директора полиције                                                         | Милан Караџић и Страхиња Савић   | TBA        | 2. фебруар 2023.     |
| Вукашин и Маринко сазнају да у полицији постоји кртица и да морају да смање канале информација на минимум. Сенка захтева да се сазове састанак са Луком и Алексом, као и да се прегледају њихови уговори о раду, али Лука није у фирми и Сенка му преноси да ће од сада морати сваки дан да долази на посао. Барбара се премишља, а адвокатица Вулић је убеђује да је једина која може да је спаси. Панчета од Олге тражи помоћ и она жели да јој помогне, али се плаши да не може. Панчета наставља да је убеђује. Мила сумња да Сенка гаји симпатије према Алекси и поверава се Зврку. Вест о отказима се проширила у фирми толико да сви страхују ко ће изгубити посао. Ленка је оставила поверљива документа на столу код секретарица на увид свим запосленима и Сенку то изводи из такта. Свима им прети разговорима о даљем ангажману у Кан холдингу, а Алекса им саветује да не праве глупости, јер тако онда неће моћи да их заштити у фирми. Таша пакује кофере и одлази, што Вукашин буди нову сумњу да поверује у њену истину о крађи прстена. Инспектор Цоле улази у службени полицијски систем компјутера и сазнаје да је неко са директоровог компјутера обрисао снимак... |              | |                                  |            |                      |
| 646 | 49           | Вукашин препознаје Уну Каначки                                                                                | Милан Караџић и Страхиња Савић   | TBA        | 3. фебруар 2023.     |
| Панчета је смислила начин како да се обогати. Нада је направила скице за мушке униформе, које ће носити Тића и Страхиња, али њима се баш и не допадају, зато што су хаљине. Мила је и даље љута на Алексу, који је остао са Сенком у фирми после радног времена, и није преузео дете из вртића. Алекса је моли да разговарају, али она одбија. Страхиња је киван на Наду и не планира да јој опрости. Шта више, константно је криви за све што му је урадила, а она га моли да бес остави по страни и да се потруде да буду родитељи јер је то најважније. Вукашин и инспектор Цоле су све ближи истини. Колеге из Суботице им шаљу фотографије на којима обојица препознају Уну Каначки. Сенка не опрашта Ленки грешку и даје јој отказ. Лука и Сенка улазе у клинч, и она га подсећа да он више није власник Кан холдинга и да би требало да промени понашање... |              | |                                  |            |                      |
| 647 | 50           | Вукашин и Маринко крећу за Бајмок                                                                             | Милан Караџић и Страхиња Савић   | TBA        | 4. фебруар 2023.     |
| Инспектор Цоле је на правом трагу у откривању идентитета женске особе у Бајмоку. Све прикупљене информације саопштава директору полиције, кривећи инспектора Савића. Пре него што одлази у Бајмок, Вукашин окупља целу породицу Каначки и моли их да мотре на Луку, јер он у афекту може да уради свешта. Адвокатица Вулић се састаје са Брунером и предочава му даљи план – полиција мора да мисли да Барбара ради за службу, а заправо ће радити са Брунера. Вукашин и Маринко крећу за Бајмок.... |              | |                                  |            |                      |
| 648 | 51           | Време је да се открије истина                                                                                 | Милан Караџић и Страхиња Савић   | TBA        | 5. фебруар 2023.     |
| Панчета саветује Наду да у односу са Страхињом иде само полако, надајући се да ће се помирити. Вукашин покушава да врати Уну у Београд, али Стана не дозвољава, помињући саобраћајну несрећу и дете. Говори Уни да је Вукашин дошао да је води у затвор, а он остаје у чуду, јер не зна ништа да је прича о саобраћајној несрећи чиста Брунерова лаж и још увек није свестан да је Уна изгубила памћење. Мила је и даље љута на Алексу. Он је уверава да не постоји ниједна друга жена у његовом животу осим ње, а она је убеђена да нешто између њега и Сенке постоји. Вукашин захтева да разговара са Уном, а за то време Маринко мотри на Стану и Милана... |              | |                                  |            |                      |
| 649 | 52           | Инспектор Цоле и Вукашин куцају Стани и Милану на врата                                                       | Милан Караџић и Страхиња Савић   | TBA        | 6. фебруар 2023.     |
| Стана се уплашила од полиције и жали се Милану, јер не зна шта инспектору Цолету и Вукашину све може пасти на памети. Њихови страхови се обистињују онога момента када управо Цоле и Вукашин закуцају на њихова врата. Уна се жали Ирени, јер је све што је до сада знала о себи је пало у воду. Она је теши да је Марија Корлат, а Уна више не зна коме да верује. Нада саопштава Панчети лепе вести – Страхиња је преспавао заједно са Надом и Ружом у поткровљу. Њих две наздрављају, надајући се да ће сада доћи боља времена и да ће се Нада и Страхиња помирити. Маринко се састаје са Уном и пита је да ли се ичега сећа, наводећи Вишњу и ћерку Ану. Уна се апсолутно ничега не сећа... |              | |                                  |            |                      |
| 650 | 53           | Сенка полако али сигурно добија шта жели                                                                      | Милан Караџић и Страхиња Савић   | TBA        | 7. фебруар 2023.     |
| Дебељко је унапређен у менаџера, а Сенка се сада састаје са Добрицом и Јеленом, како би решила и њихове позиције у фирми. Страхиња се правда пред Надом и Панчетом да му је Ленка само пријатељица. Панчета га напада и провоцира да је најбоље имати пријатељицу, јер је то најсигурнији бег од породице и обавеза у кући. Вукашин се враћа у Бајмок са инспектором Цолетом и саопштава Стани и Милану да је време за истину. Иако је Алекса већ пошао из фирме, Сенка га задржава са новим пословним обавезама. Он одлучује да остане без поговора, док се она задовољно смешка што успешно спроводи свој план – полако али сигурно му разара брак. Жаклина предлаже Луки да се нађу у бизнис клубу како би видео ћерку, а Лука јој саопштава да има планове. Жаклина га напада, јер јој није јасно шта му је то важније од ћерке. Адвокатица Вулић саопштава Брунеру да има план који ће сигурно уродити плодом. Он је врло је задовољан и спреман да јој повери још неке послове. Стана доживљава нервни слом јер се плаши да ће се ускоро сазнати да је Марија Корлат заправо Уна. Милан је смирује, али безуспешно. Вукашин саопштава Уни да ће се брзо вратити старом животу и да не брине, али она се плаши јер је и то за њу нов живот... |              | |                                  |            |                      |
| 651 | 54           | Да ли је Лука чуо Вукашинов разговор и информацију да је пронашао Уну                                         | Милан Караџић и Страхиња Савић   | TBA        | 8. фебруар 2023.     |
| Страхиња се жали Ленки на Наду, која је мислила да ће се помирити са њим и да ће се вратити све на старо, чим је дошла у Београд. Ленка га подржава у томе да остане истрајан, уколико заиста не гаји емоције према Нади. Уна зна за само један живот, и то онај у Бајмоку и саопштава Ирени да ће јој она заувек бити важна, шта год да се деси. Мила остаје у дневној соби до касно у ноћ, како би сачекала Алексу, али он се не појављује. Због тога, Мила одлучује да и она "игра игру". Моли Алексу да причува Лулета, како би она изашла, али му не говори са ким. Вукашин се поверава Лили да је пронашао Уну и да има план да је врати у Београд. Такође, објашњава јој да се Уна не сећа ничега, као и да не зна да има супруга и сина. Њихов разговор прислушкује Лука. Сенка Алекси ставља до знања да је жена која воли да ризикује, зарад ужитка. Алекса искључиво мисли на посао, док Сенка очигледно алудира и на приватни живот. Нада долази са Ружом у Малдиве, како би сачекала Страхињу. Међутим, тамо нерадо за шанком затиче Ленку... |              | |                                  |            |                      |
| 652 | 55           | Звала је Стана                                                                                                | Милан Караџић и Страхиња Савић   | TBA        | 9. фебруар 2023.     |
| Добрица себе доживљава као личног секретара Сенке Кокољ и због тога опомиње Јелену и Дебељка да раде, јер ће њихову директорку занимати како су се запослени снашли на својим новим радним местима. Међутим, Алекса ће га спустити на земљу само једним једноставним питањем. Мила позива Наду на вечеру, а за то време ће Алекса чувати Лулета. Милан се запија са Маринком и признаје му да су он и Стана само Никшине жртве. Стижу резултати Унине ДНК анализе. Коначно Вукашин у својим рукама има доказе уз помоћу којих ће Уну вратити кући и разоткрити Брунерову превару. Стана позова Олгу после много година и оставља је у шоку! Олга у очају одлази код Ивана и саопштава му да се у њихове животе вратила Стана. Нада се жали Панчети да је Страхиња у Малдиве запослио Ленку и смета јој што се понаша као газдарица. |              | |                                  |            |                      |
| 653 | 56           | Иван и Стана се јако добро познају                                                                            | Милан Караџић и Страхиња Савић   | TBA        | 10. фебруар 2023.    |
| Ритер одбија да дође у Србију и Виктор га разуме, јер сви докази су против њега. Ако Ритер оде у затвор, иде и Виктор. Међутим, адвокатица Вулић има план. Чим је почело дружење оца и сина, Алекса наилази на проблем. Луле не неће да једе и Алекса због тога нервозно позива Милу у помоћ. Максим и Дијана се састају у бизнис клубу и међу њима и даље постоје симпатије. Вукашин пред свима чита резултате ДНК анализе и свима је јасно да је Марија Корлат заправо Уна Христић, само је она у шоку и тек сада не зна шта је чека. Нада и Мила завршавају у Малдивима, где срећу Ленку која им није направила коктеле какве су сестре желеле. Мила, због овога, почиње да малтретира Ленку. Ирма долази код Зврка и саопштава јој да хоће да се бори за своју децу. Иван се жали Тићи да се Олги јавила Стана. Иван се присећа своје грешке из прошлости, када је Олгу преварио са Станом. Међутим, Иван је Тићи прећутао целу истину. |              | |                                  |            |                      |
| 654 | 57           | Караоке вече                                                                                                  | Милан Караџић и Страхиња Савић   | TBA        | 11. фебруар 2023.    |
| Видевши колико се Уна узнемирила, Вукашин је оставља у Бајмоку и даје свој телефон Ирени да га позове шта год да треба. Договара се са Цолетом и Маринком да прате све укућане из Бајмока и да их не испуштају из вида. Уна је у бунилу и није сигурна да ли се присећа свог прошлог живота, или је Вукашин утицао на њу. Није сигурна ни да ли да му верује или коме да верује. Ирма се све више зближава са својом децом и почињу да личе на породицу. У Малдивима је караоке вече и сви су позвани. Панчета и Мила наговарају Наду да и она крене на караоке вече, упркос свему и Нада пристаје. Лила опомиње Вукашина да мора да каже Луки да је пронашао Уну Каначки и да му све што пре исприча... |              | |                                  |            |                      |
| 655 | 58           | Лука сазнаје шта се десило са Уном                                                                            | Милан Караџић и Страхиња Савић   | TBA        | 12. фебруар 2023.    |
| Уна одлучује да нешто мора да промени и да мора да сазна све о себи, а Ирена јој у томе пружи потпуну подршку. Она позива Вукашина и саопштава му да жели да дође у Београд. Журка у Малдивима је трајала до дубоко у ноћ, а ујутро сви су били под утиском сјајног провода. Само Нада се није лепо провела. Прича Панчети да су Страхиња и Ленка дефинитивно пар. Вукашин признаје Луки да је пронашао његову жену Уну Каначки... |              | |                                  |            |                      |
| 656 | 59           | Хоћу за Београд                                                                                               | Милан Караџић и Страхиња Савић   | TBA        | 13. фебруар 2023.    |
| Уна не може да се помири са чињеницом да у Београду има супругу и сина и да је то тотално другачији живот од оног на који је навикла у Бајмоку. У разговору са Иреном схвата да ипак жели да оде за Београд и суочи се са истином. Лила врши притисак на Вукашина да мора Луки одмах да каже истину о Уни. Он то негодује, али ипак прихвата јер Лила прети да ће то онда урадити сама. Сви се окупљају у Малдивима и Алекса констатује да прија да изаћи увече са својом супругом, без детета. Мила се усаглашава, али јединој којој тај провод не прија је Нада, која плаче док се Страхиња и Ленка љубе. Панчета теши Наду говорећи јој да са Страхињом још није готово, а у том моменту Тића сазнаје да је његов син започео љубавну везу са Ленком. Донка увиђа да у вили нешто није у реду и пита Лилу за Вукашина. Лила не може да сакрије нервозу. |              | |                                  |            |                      |
| 657 | 60           | Пронашли смо Уну                                                                                              | Милан Караџић и Страхиња Савић   | TBA        | 14. фебруар 2023.    |
| Тића пита Страхињу зашто је тако добро расположен, алудирајући на љубавну везу са Ленком. Тића га упозорава да то није добро за Малдиве, ако ће већ Ленка да учествује у њиховом породичном бизнису. Донка све више уочава да Лила и Вукашин нешто крију и од њих захтева да чује истину. Након што је Уна одлучила да се врати у Београд, Ирена јој у томе помаже. И таман кад су почеле да се пакују, у собу упада Стана и својим ставом показује да их неће пустити да оду. Лука сазнаје за Уну и доживљава нервни слом. Лила покушава да га смири. Уна и Ирена су спремне да пођу за Београд, и са њима је Маринко. Али долази до компликација, због чега Маринко зове Вукашина у помоћ. Сенка подсећа Софију да је Кан Холдинг озбиљна компанија и да морају да се поштују кодекси понашања. Софија је подсећа на њихову заједничку прошлост и изласке, када Сенка и није баш поштовала кодексе понашања. |              | |                                  |            |                      |
| 658 | 61           | Уна долази у вилу Каначки                                                                                     | Милан Караџић и Страхиња Савић   | TBA        | 15. фебруар 2023.    |
| Ритер се вратио у Београд, а Уна је стигла у вилу Каначки. Виктор Брунер позива Стану и наговара је да дође у Београд, што због Уне, што због своје ћерке Ирене. Стана се премишља, али јој Виктор предочава да ако остане у Бајмоку, неће се спасити од затвора. Максим куца на Сенкина врата. Страхиња има план да време проводи са Ружом, али и са Ленком. Панчета бесни јер не може да верује да Страхиња наставља однос са Ленком, поготово што у то све "увлачи" и Ленку. Уна неко време проводи у вили Каначки и од свих информација које сазнаје, није јој добро и истрчава из куће... |              | |                                  |            |                      |
| 659 | 62           | Ја сам Лука твој муж                                                                                          | Милан Караџић и Страхиња Савић   | TBA        | 16. фебруар 2023.    |
| Панчета саопштава Тићи да Нада мора да настави са својим животом. Пошто је Страхиња започео везу са Ленком, Нада мора да крене даље. Лука је потпуно слуђен. Одлази код Зврка и саопштава јој да се права Уна вратила и да је претходних месеци била у Бајмоку. Иако га Зврк наговара да настави свој живот заједно са Уном, јер су они ипак породица, Лука је уверава да то није тако једноставно. Вукашин и даље трага за Уном. Таксиста му говори да је Уна изашла из таксија и да се тренутно налази на кеју. Сенка тражи помоћ од Максима. Софија чува снимке и фотографије из прошлости које могу да униште Сенкину каријеру, због чега она стрепи и зато тражи од Максима да јој помогне. Ритер тражи нови стан као "штек". Алекса се жали Мили да има лош предосећај. Мила га теши речима да неке ствари ипак не може да претпостави. Лука је бесан на судбину, а Иван га теши да је све ово, што му се дешава, дар. Акица је најзад добио своју мајку. Лука коначно среће Уну, која му не верује. У страху, почиње да бежи од њега... |              | |                                  |            |                      |
| 660 | 63           | Волим те највише на свету али шта да радим. То ми је жена Акицина мама                                        | Милан Караџић и Страхиња Савић   | TBA        | 17. фебруар 2023.    |
| Лука оставља Зврка због Уне. Уна се вратила у вилу Каначких и гледа албум са фотографијама на којима је Акица, међутим, не може да га се сети... Сенка Кокољ забрањује Алекси и Луки да у канцеларији воде приватне разговоре. Стана покушава да побегне без Милана, говори му да иде у Београд. |              | |                                  |            |                      |
| 661 | 64           | Да ли ће Сенка да отпусти Луку                                                                                | Милан Караџић и Страхиња Савић   | TBA        | 18. фебруар 2023.    |
| Директорка Кан Холдинга Сенка Кокољ од Алексе је тражила да Луку држи под контролом, међутим, није задовољна његовим понашањем и радом, па жели да га отпусти. Панчета долази да посети Уну у нади да ће је препознати. Сенка хвата Алексу за руку и мази га, говорећи му да треба да буде уз Луку. Виктор Брунер шаље тајну поруку Матији. Лука на све начине покушава да помогне Уни, одводи је на вечеру... |              | |                                  |            |                      |
| 662 | 65           | Матија сазнаје за Адин тестамент                                                                              | Милан Караџић и Страхиња Савић   | TBA        | 19. фебруар 2023.    |
| Стана се састала са Ритером. Матија сазнаје за тестамент Аде Каначки. Мила стиже у вилу Каначких како би видела Уну, своју најбољу другарицу, међутим, ни њу не препознаје. Мила је сломљена након сусрета са Уном, Нада је теши. Матија говори Софији да постоји Адин сеф и да је потребно да покрену оставинску расправу како би сазнали шта се у њему крије. Свађа у Кан Холдингу, Сенка заводи ред... Стана је стигла у вилу Каначких и први пут се сусрела са Иваном после много година. |              | |                                  |            |                      |
| 663 | 66           | Чија је Стана сестра                                                                                          | Милан Караџић и Страхиња Савић   | TBA        | 20. фебруар 2023.    |
| Софија и Матија мисле да ће проналаском Адиног сефа да добију све што припада породици Каначки. Иван након сусрета са Станом зове Олгу... Ситуација између Уне и Луке је напета, па долази до свађе. Уна почиње да сумња у Вукашинову причу и пита се зашто је раније нико није пронашао. Нада је одлучила да помогне Милету, али од њега тражи нешто заузврат. Иван и Олга се састају и разговарају о Ирени Корлат, а чија је Стана сестра сазнајте у вечерашњој епизоди... |              | |                                  |            |                      |
| 664 | 67           | Одвојили су ме од рођеног детета због освете                                                                  | Милан Караџић и Страхиња Савић   | TBA        | 21. фебруар 2023.    |
| Олга говори Ивану да би он могао да буде отац Станине ћерке Ирене. Лила и Вукашин говоре истину Уни, она не може да верује да су је одвојили од детета због освете. Ритер прети Стани... Алекса признаје Луки да је са Сенком причао о његовом приватном животу и говори му да је хтела да му да отказ у Кан Холдингу. Олга и Иван одлазе код Стане како би сазнали ко је Иренин отац. |              | |                                  |            |                      |
| 665 | 68           | Сенка и Алекса ухваћени заједно                                                                               | Милан Караџић и Страхиња Савић   | TBA        | 22. фебруар 2023.    |
| Стана говори Ивану и Олги да је Никша Корлат Иренин отац. Иван не верује у Станину причу и занима га како је Уна завршила баш у њеној кући. Иван у разговору са Иреном покушава да сазна праву истину. Нада покушава да помогне Милету како би постао привлачнији женама, међутим, он је "бацио око" на њу и жели да изађу заједно. Дебељко говори Панчети да је затекао заједно Сенку Кокољ и Алексу. Уна признаје Ирени да непрестано мисли на Акицу и да жели да буде добра мајка, али још увек не може ничега да се сети... Панчета улетела у канцеларију директорке Кан Холдинга и напала је због приче да је била са Алексом. |              | |                                  |            |                      |
| 666 | 69           | Фалсификован тестамент Аде Каначки                                                                            | Милан Караџић и Страхиња Савић   | TBA        | 23. фебруар 2023.    |
| Нада је послушала Панчетин савет и искористила Милета како би направила Страхињу љубоморним. Заједно одлазе у Малдиве где Страхиња ради и глуме да су у љубави. Матија и Софија су све ближи свом плану да узму све што припада породици Каначки, а због тога су фалсификовали и Адин тестамент. Јелена сазнаје да је Дебељко испричао Панчету неистиниту причу о односу Сенке и Алексе. Жаклиница долази како би разговарала са Вукашином. Говори му да није добар отац и деда... |              | |                                  |            |                      |
| 667 | 70           | Да ли ће Лукина и Унина љубав добити другу шансу                                                              | Милан Караџић и Страхиња Савић   | TBA        | 24. фебруар 2023.    |
| Олга и Иван разговарају о Ирени. Олга га убеђује да Ирена ипак није његова ћерка, јер да јесте, Стана би му то одмах рекла, поготово што је Иван сада имућан, а Стана је велики материјалиста. Миле долази пред Наду са букетом ружа. Жели да јој се захвали за све лепе речи које му је упутила. Нада не зна шта да ради са њим. Иван се распитује о Ирени код Уне. Она му говори да је Ирена дивна девојка и да није као Стана. Цоле испитује Барбару о Ритеровим намерама према породици Каначки. Она га уверава да ништа није сазнала, али инспектор јој не верује. Барбара се виђа са Ритером, који од ње има нови задатак. Наговара је да се у полицији распита о тестаменту Аде Каначки. Лука изводи Уну на пиће у бизнис клуб. Поново се упознају и Лука јој прича о породици Каначки и Кан холдингу. Помиње и Сенку Кокољ, са којом није у добрим односима, а Уна не остаје равнодушна када сазна да у фирми постоји "опасна женска особа". Лука игнорише и Зврка, а Уна се све више интересује за Лукин љубавни живот... |              | |                                  |            |                      |
| 668 | 71           | Ирена сазнаје истину о мајчином и Ивановом односу                                                             | Милан Караџић и Страхиња Савић   | TBA        | 25. фебруар 2023.    |
| Ирена директно саопштава Олги и Ивана да јој је мајка рекла шта су јој урадили. Иван и Олга су уплашени и покушавају да се оправдају. Уна сумња да је Зврк Лукина девојка. Маринко прати Барбару, по Вукашиновом налогу. Уна одлучује да се отвори др Поповићу и признаје му да је то све са Луком јако збуњујуће. Главне токове ће замрсити још једна принова... |              | |                                  |            |                      |
| 669 | 72           | Ана је чула нешто што није требало                                                                            | Милан Караџић и Страхиња Савић   | TBA        | 26. фебруар 2023.    |
| Ана Марчета је случајно наишла и чула део разговора између Олге и Ивана када су поменули његову прељубу са Олгином сестром. То што је чула, Ана преноси Лили у поверењу. Лука посећује Зврка и покушава да изглади однос... |              | |                                  |            |                      |
| 670 | 73           | Прекинула сам контакт са сестром да те она не би пријавила за силовање                                        | Милан Караџић и Страхиња Савић   | TBA        | 27. фебруар 2023.    |
| Миле се заљубио у Наду, купује јој букет цвећа и бомбоњеру, што њу није обрадовала, јер га је користила како би Страхињу направила љубоморним. Ирена је огорчена на Олгу. Ивану и њој говори да им никад неће опростити што су повредили њену мајку Стану. Максим долази код Софије и Матије и распитује се о Сенки Кокољ. Тића је полудео кад је чуо да је Миле Нади приредио изненађење. Олга открива детаље из прошлости и говори Ивану како је прекинула контакт са Станом, да га она не би пријавила за силовање. |              | |                                  |            |                      |
| 671 | 74           | Олга открива детаље Ивановог и Станиног односа из прошлости                                                   | Милан Караџић и Страхиња Савић   | TBA        | 28. фебруар 2023.    |
| Олга и Иван се свађају због детаља из прошлости. Олга открива да ју је Иван варао са рођеном сестром Станом. Страхиња је побеснео због Наде и Милета, свађа се са Тићом који покушава да му објасни да ће особа са којом Нада буде бити очух њихове ћерке Руже. Уна признаје Ирени да јој пријају разговори са доктором, али да јој једна ствар коју јој је рекао никако не излази из главе. |              | |                                  |            |                      |
| 672 | 75           | Нема ништа између мене и Страхиње                                                                             | Милан Караџић и Страхиња Савић   | TBA        | 1. март 2023.        |
| Уна и Ирена одлазе са другарицама у провод. Лука је прилично изненађен и жели да сазна са ким то излази Уна, али она му ништа не говори. Иван позива Стану да се састану и разговарају. Он долази код ње у хотелску собу. Нада сазнаје да је Ленка у другом стању и да је њен однос са Страхињом заиста озбиљан. Тада схвата да је сваку борбу за повратак Страхињине љубави унапред изгубила. Панчета је теши да то не мора ништа да значи, али Нада је толико повређена и бесна да не жели више ни у шта да верује. Страхиња је сигуран да га са Ленком чека нека боља будућност и да је она његова права љубав, али Панчета одлучује да му јасније предочи ситуацију. Ана се састаје у бизнис клубу са тетка Лилом и саопштава јој да Олга има сестру. Лила о томе не зна ништа и моли Ану да јој све што зна исприча. Лука куца на Звркова врата и уверава је да неће дозволити да се упропасти оно што њих двоје имају... |              | |                                  |            |                      |
| 673 | 76           | Нада и Ленка очи у очи                                                                                        | Милан Караџић и Страхиња Савић   | TBA        | 2. март 2023.        |
| Јелена је убеђена да Гала флертује са Дебељком, јер их затиче у фирми како воде сумњиве разговоре. Стана хитно позива Ритера у хотелску собу, јер јој треба помоћ. Панчета упозорава Страхињу да се не залеће у односу са Ленком. Он је убеђује да му је лепо у вези са Ленком, али Панчета не одустаје да га разувери да се све може променити и да ништа није коначно. Након што је сазнала за трудноћу, Нада одлази у Малдиве да разговара са Ленком. Још један битан разговор чека Уну и Зврка, због чега се њих две срећу у вртићу и Уна захтева да разговарају. Маринко куца на Барбарина врата и приређује јој изненађење. То њој ремети планове. Иван, очајан, долази код Тиће, јер нема где другде да оде, а сада му је разговор преко потребан... |              | |                                  |            |                      |
| 674 | 77           | Туча Дијане Ерски и Сенке Кокољ                                                                               | Милан Караџић и Страхиња Савић   | TBA        | 3. март 2023.        |
| Софија је пустила у медије лажну аферу о вези између Алексе и Сенке. Сви су узнемирени око сазнања да се појавио Адин тестамент и да је код Матије. Уна одлази са Зврком на кафу и говори јој да не жели да буде непријатељ са њом, јер је Акица воли. Дијана Ерски напада Сенку, тучу прекида Алекса. Сви сумњају да је Адин тестамент лажан, осим Ивана који брани тестамент, због Станине уцене... |              | |                                  |            |                      |
| 675 | 78           | Иван моли Стану да се виде                                                                                    | Милан Караџић и Страхиња Савић   | TBA        | 4. март 2023.        |
| Иван моли Стану да се виде, она га одбија. Јелени су радници Кан Холдинга приредили изненађење и честитали јој рођендан, међутим, тамо су били сви осим Дебељка, што је њу растужило. Барбара долази код Софије и Матије како би сазнала информације које су јој потребне, а након тога је отишла код Маринка и све му испричала. Тића разочаран након сазнања да ипак неће постати деда по други пут. |              | |                                  |            |                      |
| 676 | 79           | Вест о Сенки и Алекси подигла је све на ноге                                                                  | Милан Караџић и Станко Милошевић | TBA        | 5. март 2023.        |
| Софија је послала медијима фотографију на којој су Алекса и Сенка у загрљају и смешта им лажну љубавну аферу, због које је Мила скроз полудела. Барбара је видела Адин тестамент код Матије и Софије и о томе обавестила Маринка. Радници Кан Холдинга читају текст о наводној афери Сенке и Алексе коју су Софија и Матија пласирали у јавност како би посвађали Милу и Алексу. Вукашин породици саопштава да се појавио тестамент Аде Каначки. |              | |                                  |            |                      |
| 677 | 80           | Ти мора да си гадно уцењен                                                                                    | Милан Караџић и Станко Милошевић | TBA        | 6. март 2023.        |
| Сенка упада у Софијин стан са питањем зашто је објавила фотографије са Алексом. Софија је убеђује да су те фотографије мање компромитујуће од оних које има из Сенкине прошлости. Маријана и Катарина се срећу у Бизнис клубу. Маријана јој саопштава да треба да се забрине за Цолета, због чега Катарина остаје без текста. После разговора са Маријаном, Катарина се састаје са Цолетом и испитује га о тој фамозној жени. Сви су убеђени да је Матија фалсификовао Адин тестамент, али Иван и није тако сумњичав. Вукашина, Лилу, Алексу и Луку убеђује да Матија не би отишао тако предалеко. Вукашин сумња да је Иван био уцењен и присиљен да буде на Матијиној страни. Од целе ситуације Ивану позли. Сенка у помоћ позива Максима, који јој саопштава да не пристаје на њене игрице. Сенка га уверава да је ситуација озбиљна. |              | |                                  |            |                      |
| 678 | 81           | Вукашин проналази особу која је Матији помогла да фалсификује тестамент Аде Каначки                           | Милан Караџић и Станко Милошевић | TBA        | 7. март 2023.        |
| Тића је љубоморан на Црног, испитује Панчету ко је већи шмекер од њих двојице. Вукашин сумња у истинитост Адиног тестамента у ком је све оставила Матији, одлази у полицију како би сазнао ко најбоље ради фалсификовање докумената. Мила је и даље љута на Алексу због фотографије на којој је са Сенком у загрљају, а коју је Софија пласирала у јавности. Донка се враћа у политику... Максим долази код Софије како би јој рекао да одмах обрише Алексине и Сенкине фотографије са портала. Вукашин проналази особу која је Матији помогла да фалсификује тестамент Аде Каначки. |              | |                                  |            |                      |
| 679 | 82           | Све је у Матијиним рукама                                                                                     | Милан Караџић и Станко Милошевић | TBA        | 8. март 2023.        |
| Вукашин је код фалсификатора наручио нови тестамент Аде Каначки и нада се да ће стићи до оставине и да је тренутно све у Матијиним рукама. Максим уцењује Софију. Говори јој да мора да обрише Сенкину и Алексину фотографију са портала или иначе ће открити да је она умешана у наводну аферу. Уни се враћају емоције према Луки. Мила и Алекса на корак до раскида. Након вести о њему и Сенки, брак им је угрожен. Ирена долази код Стане да би јој пренела нове информације о Ивановом здравственом стању. Ритер први пут упознаје Ирену и одмах му се свидела... |              | |                                  |            |                      |
| 680 | 83           | Иван излази из болнице                                                                                        | Милан Караџић и Станко Милошевић | TBA        | 9. март 2023.        |
| Однос Уне и Луке се поправља. Уна води Акицу у вртић. Зврк није могла да сакрије колико је тужна што са Акицом није дошао Лука. Нада је приредила велико изненађење за Тићу. Максим је превео ноћ са Сенком Кокољ, а након тога отишао је код Матије како би са њим насамо обавио разговор. Милу је пореметила наводна Сенкина и Алексина афера и одлази са Уном на кафу како би јој отворила душу. Признаје да сумња у Алексину верност. Иван излази из болнице... |              | |                                  |            |                      |
| 681 | 84           | Вукашин фалсификовао тестамент Аде Каначки                                                                    | Милан Караџић и Станко Милошевић | TBA        | 10. март 2023.       |
| Панчета је истерала Тићу из куће како би могла да обави разговор са Црним. Ипак, Тића више не жели да крије да је са Панчетом у браку и жели да упозна Црног, али се њој та идеја није свидела. Вукашин након сазнања да је Матија фалсификовао тестамент Аде Каначки, проналази човека који му је помогао у превари и од њега тражи нову верзију фалсификата, што је на крају и добио. Лука је са Уном обновио емоције и брзо је заборавио на Зврка, што је њу повредило. Одлучила је да га назове и пита како је Иван, међутим, није хтео да јој се јави јер је Уна била поред њега. |              | |                                  |            |                      |
| 682 | 85           | Да ли хоћеш да будеш Дини отац                                                                                | Милан Караџић и Станко Милошевић | TBA        | 11. март 2023.       |
| Жаклиница је разочарана у Луку, јер уопште не виђа дете. Договара састанак са њим како би га питала да ли жели да буде Динин отац, јер она овако више не може да функционише. Иван добија позив са непознатог броја... Ирена и Уна одлазе у Бизнис клуб и тамо затичу Жаклиницу и Луку. Лила и Иван су забринути због Адиног тестамента. Уна је љубоморна на Жаклиницу. Лука јој говори како нема емоције према њој, али Уни и даље није јасно због чега се онда виђа са њом... Маринко обавештава Вукашина да у тестаменту Аде Каначки постоји грешка. |              | |                                  |            |                      |
| 683 | 86           | Донка одлази из виле Каначких                                                                                 | Милан Караџић и Станко Милошевић | TBA        | 12. март 2023.       |
| Иван је забринут због тестамента Аде Каначки, Лука и Алекса га теше. Донка се сели из виле породице Каначки. Уна се наљутила на Луку, јер не жели да јој каже истину о односу са Жаклиницом. Признао је да му је бивша девојка, али није желео да открије да имају дете. Жаклина је љута на Вукашина. Говори му да су му Каначки увек били важнији од породице. Ритер среће Ирену на улици и нуди јој да је одвезе до куће. Лила "копа" по Униним стварима док она спава... |              | |                                  |            |                      |
| 684 | 87           | Да ли ће заиста Адино богатство припасти Матији                                                               | Милан Караџић и Станко Милошевић | TBA        | 13. март 2023.       |
| Ружа има температуру, и Страхиња и Нада одлазе код лекара. Страхиња теши Наду да ће све бити у реду. Ритер одводи Ирену у клуб, она жели да оде, али он је наговара да остане. Није ни свесна да Ритер жели да јој науди и да има план. Од Ирине се губи сваки траг. Стана и Уна на све начине покушавају да је пронађу. Лука затиче Зврка у вртићу, када му она предлаже да разговарају. Вукашин и Маринко врше притисак на фалсификатора да што пре заврши тестамент, док их он уверава да му треба још мало времена, како би документ изгледао као оригинал. Вукашин и Маринко сумњају да је фалсификатор на Матијиној страни и не дају му простора за малверзације. Лука увиђа да између Алексе и Сенке "севају варнице". Читање Адиног тестамента је у току. Цела имовина припада у руке Матији, што шокира Алексу, Луку, Ивана и тетка Лилу. Међутим, код бележника на читању тестамента не присуствују Вукашин и Маринко... |              | |                                  |            |                      |
| 685 | 88           | Нови тестамент пореметио је све                                                                               | Милан Караџић и Станко Милошевић | TBA        | 14. март 2023.       |
| Уна у разговору са психотерапеутом закључује да се поред Луке осећа несигурно и да то није очекивала. Гала и Катарина се у бизнис клубу састају са Кајом у жељи да јој "отворе очи" и одвратиле је од Добрице. Она их уверава да је Добрица скроз другачији од оног момка кога Гала и Катарина знају са посла. Организовано је поновно читање тестамента, али новог, оног који је донео Вукашин. Оно што чита јавни бележник Матији се никако не допада. Брунер позива Ритера и саветује га да одустане од односа са Иреном. Лука је ван себе после читања тестамента, и утеху му пружа управо Уна. Доктор саопштава Страхињи и Нади да Ружа вероватно има сепсу. Вукашин покушава да разговара са Иваном, уверавајући га да зна да је Иван уцењен. Иван негира, али неуспешно. Лука на крају вечери завршава код Зврка... |              | |                                  |            |                      |
| 686 | 89           | Да ли ће Ружина здравствена ситуација зближити Наду и Страхињу                                                | Милан Караџић и Станко Милошевић | TBA        | 15. март 2023.       |
| Тетка Лила саопштава Вукашину шта је чула од Ане Марчете и тиче се Ивана и његове прошлости. Лука ипак не одустаје од Уне. Предлаже јој да заједно одведу Акицу у вртић, а после да оду на доручак. Она негодује. Међутим, изгледа да Лука игра на две столице. Након што долази код Зврка у стан, признаје јој да му недостаје и да је она "лек за све његове тренутне потешкоће". Софија позива у помоћ Максима, јер је Матија ван себе. Ленка одлази у болницу и затиче Наду у Страхињином загрљају. Иако је дошла да му пружи подршку због Руже, ово није очекивала. |              | |                                  |            |                      |
| 687 | 90           | Алекса има план како да откупи вилу Каначки                                                                   | Милан Караџић и Станко Милошевић | TBA        | 16. март 2023.       |
| Мила се жели Панчети да њен брак са Алексом није идиличан. Панчета је била убеђена да су Мила и Алекса решили све своје проблеме, али Мила ју је разуверила. Добрица доживљава непријатну ситуацију. Опонаша Сенку Кокољ, исмевајући је, а није ни свестан да је Сенка иза њега и да све то слуша. Речи које јој је упутио Добрица, Сенки се нимало не свиђају. Ирена уверава Лилу да може да помогне породици Каначки. Лила инсистира да за тим нема потребе и да породици није потребна Иренина помоћ, али вара се. Није ни свесна ко је Ирена и како ће их она научити да сви говоре истину. Ирена затиче Ивана да прича о Стани и инсистира да јој све призна. Иван се налази у "небраном грожђу", јер не зна шта би требало да јој каже, али Ирена је упорна. Матија се отвара Максиму да жели да започне нови живот, али га у томе спречава Софија, која га стално одвлачи у неке сплетке интриге. Максим му нуди помоћ. Алекса има план да удружи свој део са Лукиним и Ивановим, како би откупила вилу Каначки. |              | |                                  |            |                      |
| 688 | 91           | Алекса позива Сенку на пиће                                                                                   | Милан Караџић и Станко Милошевић | TBA        | 17. март 2023.       |
| Алекса позива Сенку на пиће. Након проведене вечери, Алекса је испраћа до хотелских врата, а она га позива унутра. Каја од Добрице сазнаје где је Сенкина канцеларија и одлази код ње на разговор. Добрица покушава да је спречи, али безуспешно. Стана добија позив од непознате особе, због чега мења планове и саветује Ирену да прошета по граду и да се после нађу на ручку. Ирена је изричита да ту обавезу заједно обаве, али Стана, јасно кријући нешто од ње, не пристаје на то. Стана ипак одлази да се види са Ритером и Брунером који јој показују њен нови дом, односно стан у ком је некада живео Никша Корлат. Уна и Лука су и даље у "затегнутим" односима, и то се види и током њиховог дружења са Алексом и Милом. Нада у болници признаје Страхињи да је у прошлости много грешила и да се то више неће поновити. Он је уверава да су се у прошлости ипак десиле и неке лепе ствари. Матија и Софија одлазе код Ритера и Брунера. |              | |                                  |            |                      |
| 689 | 92           | Мила је очајна                                                                                                | Милан Караџић и Станко Милошевић | TBA        | 18. март 2023.       |
| Алекса и Максим замало да се физички обрачунају пред Сенком, зато што је Алекса убеђен да га је Максим клеветао код Миле. Сенка избацује љубоморног Максима, који увређено одлази. Олга и Иван су и даље у страху од Стане. Не знају да ли ће и када она престати да уценама. Маринко спашава Барбару од Ритера, ког затиче врло непријатно изненађење у хотелској соби, где је очекивао управо Барбару. Мила је очајна због сумње да између Алексе и Сенке почињу да се развијају симпатије... |              | |                                  |            |                      |
| 690 | 93           | Шта то Тића крије и да ли то има везе са Аном                                                                 | Милан Караџић и Станко Милошевић | TBA        | 19. март 2023.       |
| Зврк се отвара Ирми и говори јој све о Луки. Зврк се интересује за Ирмин љубавни живот, али Ирма упорно говори да се њен живот своди на посао и васпитање деце. Панчета затече Тићу у добром друштву и осећа љубомору. Она ни не зна да је Ана Марчета Адина сестра и да је дошла управо њу да види. Мила и Алекса воде озбиљан разговор. Он одбија да призна да у њиховом браку нешто не ваља, а Мила инсистира да се све карте отворе на сто! Руже не цветају ни у односу Луке и Уне, која му саопштава да би радо напустила вилу Каначки. Изнервиран Лука одлази код Зврка и љуби је са врата. Софија позива Сенку да се виде и она долази, али ни не слути да је у кући чека Брунер. Ирма завршава на пићу са Матијом и користи прилику да га пита да ли има девојку. Тићи, у касне сате, стиже порука коју чита Панчета и остаје запањена садржајем који види. |              | |                                  |            |                      |
| 691 | 94           | Размислила сам о вашој понуди                                                                                 | Милан Караџић и Станко Милошевић | TBA        | 20. март 2023.       |
| Сенка долази код Алексе у канцеларију и пита га да ли су они у добрим односима. Он јој саопштава да је била грешка што су изашли на пиће, а она му саопштава нешто што никако није очекивао. Пошто је изашао из дуге везе, Ирма је убеђена да је Матија расположен само за авантуру. Међутим, он је уверава да је није због тога звао на пиће. Максим одлази код Софије и говори јој да је видео Матију и Ирму заједно у кафићу. Уна се виђа са Иреном која јој говори да је Лука можда тако нестабилан био и у прошлости и да је сасвим у реду да то новој Уни више не прија. Страхиња захтева од Наде да разговарају и говори јој да је јако поносан на њу. Те речи јој и те како пријају и сваки његов гест она тумачи као шансу за помирење. Сенка одлази сама на пиће у бизнис клубу како би направила паузу од свега и неочекивано јој тамо за сто прилази, ни мање ни више него - Вукашин. После разговора са Вукашином, Сенка позива Брунера и говори му да је размислила о његовој понуди... |              | |                                  |            |                      |
| 692 | 95           | Инспекторе да ли сте сигурни да је ово добра идеја                                                            | Милан Караџић и Станко Милошевић | TBA        | 21. март 2023.       |
| Брунер посећује Стану у њеном новом дому и даје јој нови задатак. Њено је само да уради оно што јој се каже. Стана, без поговора, прихвата. Алекса и Лука представљају Ивану идеју о откупу вилу Каначки. Иван је изненађен што је уопште дошло до ове идеје и говори да не пристаје на откуп. Међутим, ни Алекса ни Лука не знају да је Иван заправо уцењен. Сенка се састаје са Брунером и саопштава му своју одлуку. Адвокатица Вулић кокетира са инспектором Цолетом. Убеђена је да Матијин случај није једини разлог зашто се виђају у последње време. Адвокатица је сасвим сигуран да међу њима постоје варнице. Епилог њихове приче ће можда свима "доћи главе", јер адвокатица је за инспектора спремила клопку... |              | |                                  |            |                      |
| 693 | 96           | Уна одлази из виле Каначких                                                                                   | Милан Караџић и Станко Милошевић | TBA        | 22. март 2023.       |
| Лука и Зврк су ноћ провели заједно. Ана Марчета и Тића су се договорили да се нађу у Малдивима. Панчета случајно види Анину поруку у Тићином телефону... Софија говори Максиму да је заљубљен у прељубницу Сенку Кокољ. Лука након проведене ноћи са Зврком долази код Уне. Уна у бизнис клубу среће свог психијатра и позива га да заједно попију пиће. Лука прави љубоморну сцену... Максим долази код Миле како би причом о наводној афери Сенке и Алексе нарушио њихов однос. Уна је одлучила да спакује кофере и напусти вилу Каначких. |              | |                                  |            |                      |
| 694 | 97           | Сада је јасно зашто Ана Марчета толико жели да се зближи са породицом Каначки                                 | Милан Караџић и Станко Милошевић | TBA        | 23. март 2023.       |
| Полако почиње да се открива откуд Анина жеља и интересовање за породицом Каначки, као и за тестаментом своје сестре Аде. Месецима уназад Ана бежи од пореске службе, јер није платила дугове и сада јој нема спаса. Између Луке и Уне долази до нове свађе након што она сазнаје још информација о његовом животу. Одлучује да сместа напусти вилу. Иван више не може да поднесе Станин притисак и савет тражи од Олге, која му говори да постоји само један начин да се Стани стане на пут. Алекса посећује Сенку у њеној хотелској соби и прави сцену. Саопштава јој да је Максим био код Мили и рекао јој да се Сенка и Алекса виђају и сада његов брак "виси о концу". Сенка покушава да га смири. Маринко добија СМС о Барбари сумњивог садржаја и одмах одлази да реши ситуацију. Алекса завршава у притвору где га посећује инспектор Цоле. На врата виле долази Жаклина са Дином, а њих дочекује ни мање ни више него Уна, која тек тада сазнаје истину... |              | |                                  |            |                      |
| 695 | 98           | Почела сам да се сећам                                                                                        | Милан Караџић и Станко Милошевић | TBA        | 24. март 2023.       |
| Након сусрета са Жаклином, Уна и Лука се свађају. За њу је цела ситуација постала неиздржљива, због чега одлази код психотерапеута. Није ни слутила да ће је сусрет са Жаклином одвести до прошлости. Руже не цветају ни Алекси ни Мили. Она га избацује из куће, јер више нема поверења у њега. Саопштава му да се њихов разлаз неће одразити на Лулета. Постоје индиције да је Ритер планирао убиство Барбаре Бухе, и због тога завршава на саслушању код инспектора Цолета. Уна није сигурна да је спремна да опрости Луки што је од ње крио да има ћерку са Жаклином. Одлази код Мили и поверава јој се, јер не зна шта да ради. Мила је пуна разумевања, јер се налази у сличној ситуацији са Алексом. Матија отвара све карте на сто пред Вукашином и Маринком, који му овога пута верују. Тића препричава Ивану ситуацију са Аном Марчетом, јер сумња да она ипак има скривене намере. У том моменту, у вилу стиже Алекса са кофером... |              | |                                  |            |                      |
| 696 | 99           | Сенка долази на Милина врата                                                                                  | Милан Караџић и Станко Милошевић | TBA        | 25. март 2023.       |
| Лила одлази код Миле и моли је да размисли још једном. Да ли је Мила сигурна да је Алекса имао аферу са Сенком? На то питање, ни Мила ни Лила не знају одговор, а поверење се и те како нарушено. Алекса среће Уну у вили Каначки која му оштро одговара да је требало раније да мисли о односу са Милом, како до овога сада не би дошло. Катарина и Гала одлазе на пиће у Малдиве, и тамо их дочекује Тића. Катарина сумња да се Тића набацује Гали и то је шокира! Панчета прима позив са интересантном понудом, која је и те како обрадује. На Милина врата долази ни мање ни више него Сенка... |              | |                                  |            |                      |
| 697 | 100          | У Сенкину канцеларију долази мистериозан мушкарац                                                             | Милан Караџић и Станко Милошевић | TBA        | 26. март 2023.       |
| Алекса и Сенка се срећу и она му саопштава да је посетила Милу. Софија је очајна и своје проблеме са Матијом преноси и на посао. Дијани то смета и саветује је да потражи помоћ. Ирена замера Уни да је заборавила на њу и да се сада бави само својим новим животом и породицом Каначки. Уна је убеђује да то није истина и обећава јој да ће њих две заувек бити породица. Њихов разговор у кафићу прекида Ритер. У Сенкину канцеларију долази мистериозан мушкарац... |              | |                                  |            |                      |
| 698 | 101          | Да ли је Леон послат да помрси конце Сенки Кокољ                                                              | Милан Караџић и Станко Милошевић | TBA        | 27. март 2023.       |
| Ана Марчета тражи помоћ од Ивана, јер јој је новац преко потребан. Он је убеђује да нема никаквих пара, али она инсистира. Након што је Тића појео торту спремљену за Црниног сестрића, Панчета доживљава нервни слом и захтева развод! Леон долази на Панчетина врата, када му она пружа наду да ће и њега извести на прави пут. Упућена је у све његове кримогене радње по Француској, и сада је принуђен да живи код Панчете. Алекса убеђује Луку да између њега и Сенке не постоји ништа, али му он не верује! Док и даље постоје нерешиви љубавни проблеми Алексе и Луке, Уна и Мила спремају се за пут... |              | |                                  |            |                      |
| 699 | 102          | Морамо да се решимо Стане намерачила се да ми уништи живот                                                    | Милан Караџић и Станко Милошевић | TBA        | 28. март 2023.       |
| Лука долази код Зврка и говори јој да му је недостајала. Цоле одлази са адвокатицом на вечеру и говори јој да њихов близак однос не сматра преваром, јер не гаји емоције према њој. Иван одлази у бизнис клуб и одаје се алкохолу. Тамо га затиче Олга којој говори како се Стана намерачила да му уништи живот и да морају да је се реше. Ана Марчета од Луке и Алексе тражи новац... |              | |                                  |            |                      |
| 700 | 103          | Матија саопштава Софији да мора да бежи из земље                                                              | Милан Караџић и Станко Милошевић | TBA        | 29. март 2023.       |
| Лила сазнаје од Луке и Алексе да Иван лаже да је дао новац Ани Марчети. Лила зове Вукашина у помоћ, а он је врло непријатно изненађен вестима о Ивану и Ани Марчети. Мила признаје Нади да се растала са Алексом и верује да ју је он преварио са Сенком. Панчети и Нади су пуне руке посла око испоруке великог броја торти за журку Дајане Ерски. У бизнис клубу Ритер репетира пиштољ на Матију, ког је Ирма у задњи час упозорила на опасност. Матија је успео да побегне, али је саопштио Софији да мора да бежи из земље. Сенка је одлучила да Дебељко добије посао у Паризу. Мила признаје Уни да је срела Луку и Зврк на вечери. Лука је случајно чуо разговор између Вукашина и Лиле, да Ана Марчета можда уцењује Ивана, јер Иван има још једно дете... |              | |                                  |            |                      |
| 701 | 104          | Софија и Леон су завршили заједно у кревету                                                                   | Милан Караџић и Станко Милошевић | TBA        | 30. март 2023.       |
| Панчета је направила хаос због Тиће... Иван се поново одаје алкохолу, што Алекси и Луки смета, поготово због његовог здравственог проблема са срцем, али ништа по том питању не могу да ураде. На журци долази до Дијаниног и Леоновог сусрета. Дизајнерка баца око на младића који је побегао у Београд како би се сакрио од француске полиције. Иако Катарина већ дуго сумња да је Цоле вара, у то ће се уверити када га затекне у хотелској соби заједно са адвокатицом Вулић. Матија је због Ритера морао да побегне из земље, што је Софији тешко пало, међутим, брзо га је заборавила... Не желећи да губи време, Софија је завршила са Леоном, који се пре тога распитивао о њој. Тића се опустио на журци и постао је све ближи са Галом, која је признала да воли старије мушкарце. Панчета их је све време посматрала, а у једном моменту је тотално полудела и направила невиђени хаос... |              | |                                  |            |                      |
| 702 | 105          | Ритер је напао Ирену                                                                                          | Милан Караџић и Станко Милошевић | TBA        | 31. март 2023.       |
| Алекса и Лука су мислили да су коначно нашли начин како да откупе вилу Каначких и да им Иван може у томе помоћи. Међутим, он је одбио да им да новац, а Алекса и Лука су сада желели да им објасни зашто их је лагао да је сав новац дао Ани Маркети. Након хаоса који је настао на журци када је Панчета видела Тићу како се забавља са Галом, уследио је нови скандал. Наиме, Тићи је одједном позлило док је био у Малдивима, а Страхиња му је одмах притрчао у помоћ. Барбара је одлучила да поново ради за Ритера, иако је покушао да је убије. Матија је тада Вукашину испричао Ритеров план и тако спасио Барбару, након чега је морао да побегне из земље да га не би убили, али она је очигледно поново одлучила да се игра са животом. Иван је Стани донео још новца, али то њој није било довољно, па је наставила да га уцењује. У Малдивима је настао незапамћени хаос када је дрогиран Ритер упао у кафић и напао Ирену. Срећом, Леон се нашао на истом месту и помогао јој... |              | |                                  |            |                      |
| 703 | 106          | Катарина је избацила Цолета из куће                                                                           | Милан Караџић и Станко Милошевић | TBA        | 1. април 2023.       |
| Ситуација у Кан холдингу је напета... Након што је Сенка одлучила да Дебељка пошаље у Париз, Добрица и Гала не желе да са њим разговарају, иако се он на све начине труди да отвори комуникацију са њима. У нади да ће сазнати Иванову тајну, Алекса се састао са Олгом, међутим, она је избегавала о њему да прича и све време се освртала на свађу са Милом. Ирена у сузама преклиње Стану да престане да се виђа са Ритером, јер ју је напао. Цоле покушава да објасни превару Катарини и моли је да му опрости, али она то не жели и избацује га из куће. Ленка призна Страхињи да јој не прија посао у Малдивима и да то више не жели да ради... |              | |                                  |            |                      |
| 704 | 107          | Дебељко одлази у Париз                                                                                        | Милан Караџић и Станко Милошевић | TBA        | 2. април 2023.       |
| Након што је Ритер напао Ирену, Стана га зове како би о томе поразговарали иако је ћерки обећала да ће престати да се виђа са њим. Јелена је отпратила Дебељка на аеродром. Наиме, Сенка је одлучила Дебељка да пошаље у Париз, што је нарушило односе између запосленима у Кан холдингу. Свађа са Алексом утицала је на Милу, која је признала психијатру да пролази кроз тежак период и да би можда требало да крене са терапијама као и Уна. Донка, која је напустила вилу Каначких и поново ушла у свет политике, посетила је Лилу са којом је попила кафу. У једном моменту избила је свађа. Ленка је донела одлуку да више не жели да ради у Малдивима, јер то није њен сан. Разговара са Галом, која јој је предложила да се бави модним дизајном и да се запосли код Дијане Ерски... |              | |                                  |            |                      |
| 705 | 108          | Да ли је то Мила бацила око на доктора                                                                        | Милан Караџић и Станко Милошевић | TBA        | 3. април 2023.       |
| Тића заправо није разговарао са Иваном, већ са Галом коју је позвао на пиће. Мили се све више свиђа нови посао, па Уну пита за мишљење о психотерапеуту. Милу заправо занима да ли Уна на терапију иде због лечења, или због самог доктора Поповића. Након разговора са Луком и Алексом, Олга жели да прича и са Иваном, како би му саопштила понуду о усељењу у вилу Каначких. Иван се у почетку правда како је однос са Станом завршен и да је решио све проблеме тако што јој је дао новац, не слутећи да је Олга дошла другим поводом. Леон наставља да прогони Сенку, не би ли га запослила у Кан Холдингу. Лила и Вукашин сумњају да Иван и Олга нешто крију, као и Ана Марчета, која им је чак најсумњивија. Инспектор Цоле се жали Маринку да је остао без жене и без крова над главом, али Маринко је потпуно на Катарининој страни. Мила долази кући са посла и затиче Уну у лошем стању... |              | |                                  |            |                      |
| 706 | 109          | Мила ово је човек из мог сећања Ко је он                                                                      | Милан Караџић и Станко Милошевић | TBA        | 4. април 2023.       |
| Тића стиже у Малдиве у оделу и са осмехом од ува до ува. Страхиња је изненађен, с обзиром на то да зна да је Тића у свађи са Панчетом. Међутим, он га шокира информацијом да се заљубио! Маринко и Барбара настављају своју романсу, али Маринка копка до када ће они настављати тајно да се виђају. Барбара је приметила да се Маринко заљубио у њу. Нада је Јелени раме за плакање. Јелена тешко поднеси чињеницу што Дебељко одлази у Париз и страхује да ће тамо пронаћи нову девојку. Алекса долази у стан и предаје Уни албум са фотографијама, како би она коначно сазнала ко је мистериозни човек са брадом. Миле капус се вратио кући. Нада га напада зашто је нестао и није се јављао данима. Он јој се пред Јеленом правда. Телефонски позив и сећање на Уну ремети Лукино и Зврково дружење у бизнис клубу. Зврку није свеједно што Лука не може да настави даље. Уна коначно проналази фотографију човека са брадом из свог сећања... |              | |                                  |            |                      |
| 707 | 110          | Изгледа да се Сенка и Миле купус одавно познају                                                               | Милан Караџић и Станко Милошевић | TBA        | 5. април 2023.       |
| Страхиња долази код Панчете са лошим вестима. Она тек тада гласно признаје да без Тиће не би могла да дише. Алекса сумња да је Лука усмерио емоције према Зврку, зато што се уплашио да ће се присетити љубави коју је осећао према Уни. Лука га уверава да то није истина, али признаје да је са Уном имао нешто посебно. Миле купус у среће Сенку и не може да верује да је она директорка Кан Холдинга. Уна се сетила оца и захтева од Вукашина да поново ступи у контакт са лекарима са клинике где је Часлав месецима већ у коми. Луле добија температуру, Мила је уз њега и чини све како би му спустила температуру. Међутим, Алекси није јавила и то што га је искључила њега доводи до лудила. Изгледа да је Софија попила шаку лекова за смирење... |              | |                                  |            |                      |
| 708 | 111          | Да ли ће ситуација са Чаславом опет зближити Луку и Уну                                                       | Милан Караџић и Станко Милошевић | TBA        | 6. април 2023.       |
| Откако је Уна сазнала да јој је отац жив и да је у иностранству на лечењу, додатно је закомпликовало њено присећање успомена. Поготово када сазнаје да се Часлав излечио и да је пуштен из болнице, али нико не зна где је. Сенка после напорног дана у Кан Холдингу стиже у хотелску собу, али на врата јој куца непожељни гост. Ана Марчета и Ритер Брунер се коначно срећу, и сада ће сви, који су до сада имали поверења у Адину сестру, почети да сумњају. Инспектор Цоле покушава да "испегла" ситуацију са Катарином, позивајући је у бизнис клуб на пиће и то са букетом у рукама, али она не долази. Маринко га теши надајући се да Кети неће тек тако одбацити свој живот, али Цоле је баш обесхрабрен. Јелена не престаје да утеху тражи у алкохолу, зато завршава у Малдивима са Добрицом, који је прилично забринут за њу и скреће јој пажњу да се полако одаје алкохолу. Уна је утучена због целе ситуације са Чаславом, и ненадано, Лука јој пружа подршку... |              | |                                  |            |                      |
| 709 | 112          | Ја одлазим | Милан Караџић и Станко Милошевић | TBA        | 7. април 2023.       |
| Добрица је ван себе када сазнаје да се Каја сели у Беч, заједно са својим дечком који је ММА борац. Ирма и Ритер се срећу после много времена, и будући да се они одавно познају, Ритер је провоцира на рачун њене животне промене. Ирми се слоши у бизнис клубу. Ана Марчета је набавила новац и тако спасила свој дом. Леон подсећа Софију на "ону фамозну ситуацију из тоалета", коју она жели потпуно да заборави. Жели да га избаци из своје канцеларије, али то мало теже иде с обзиром на то да је Кан Холдинг Леонова породична имовина. Алекса изненада долази код Миле у стан и захтева одговоре – зашто је баш сада нашла нови посао. Она му признаје да је њена незапосленост била један од разлога незадовољства које већ дуже време осећа. Сенка шокира све запослене онога момента када саопштава да је Катарини одобрила неплаћено одсуство, због проблема у браку. Сви су мислили да Сенка нема срца, али је овим гестом то демантовала! Алекса саопштава Луки да се вратио Часлав. Стана наставља са уценама. Позива Ивана и тражи му још новца, а њихов разговор прислушкује Олга. Уна саопштава Вукашину да одлази... |              | |                                  |            |                      |
| 710 | 113          | Ирма поново проживљава пакао                                                                                  | Милан Караџић и Станко Милошевић | TBA        | 8. април 2023.       |
| Страхиња не престаје да размишља о Тићи и Панчети и делује замишљено у Малдивима. Ленка мисли да је он одсутан због њене одлуке о проналаску другог посла, и уверава га да га она ипак воли. Лука одлази код Зврка и она га уверава да њихов однос мора да буде искрен, ако желе да опстану. Лука сматра да треба да буде и уз Уну, пошто пролази кроз јако тежак период, али такође сматра да тиме не би требало да замара Зврка. Она мисли баш супротно, али га уједно и разуме. Алекса криви Милу што је избачен из стана. Она није била свесна да је незадовољна што није имала посао, а он сматра да је то главни окидач за њихов растанак. Потпуно заборавља чињеницу да је од Миле крио да је са Сенком завршио не пићу. Нада и Панчета започињу бизнис са тортама. Нада дизајнира изглед, а Панчета прави торте и посао им је добро кренуо. Ирма се плаши да оде на посао, јер је убеђена да Ритер неће престати да је узнемирава и жали се Зврку. И била је у праву. Вукашину треба услуга и у помоћ зове Донку. Софија наставља своју романсу са Леоном... |              | |                                  |            |                      |
| 711 | 114          | Тића напушта Панчету                                                                                          | Милан Караџић и Станко Милошевић | TBA        | 9. април 2023.       |
| Леон наставља да иритира Добрицу, Галу и Јелену, али они и даље нису вољни да га приме у свој "клуб". Добро се не пише ни Ирми, која одлучује да да отказ. Сенка није срећна када сазнаје да је стигло ново наређење од Црног. До Панчете је коначно дошло да се Тића заљубио и она је ван себе и криви Страхињу што јој није рекао. Страхиња је убеђује да ни он није могао да поверује у то! Тића је чврсто решио да је напусти и сада се исељава из њиховог дома. Алекса не може да поднесе да је у послу неко други главни, односно Сенка, и то га разара да почиње да пије на радном месту. Лука му скреће пажњу да мора мало да прикочи... |              | |                                  |            |                      |
| 712 | 115          | Иселио сам се из куће због тебе                                                                               | Милан Караџић и Станко Милошевић | TBA        | 10. април 2023.      |
| Након што је дала отказ, Ирми су се вратиле све успомене на оца. Прихватила је да јој је отац био криминалац, и баш због тога жели да се клони Ритера и да буде далеко од тог света! Тића се исповеда Ивану, ком ништа није јасно. Иван је и даље у чуду, па га пита да ли је љубав обострана. То питање је мало отрезнило Тићу, који је ипак одговорио потврдно. Алекса је и даље бесан зашто је Леон постао његов надређени и од Сенке тражи одговоре! Она је свесна свега, али највише чињенице да је Црни газда и да сви у Кан Холдингу морају да "играју како он игра". Ленка је пресрећна што је добила посао у модној индустрији и утиске са разговора је желела да подели са Страхињом, али он је прилично изнервиран. Сенка долази код Софију, јер ју је Максим замолио да разговарају. Сви се брину да ли ће Софија из ове кризе изаћи као победник . Тића позива Галу на пиће да би јој саопштио да се иселио из куће због ње и да могу да започну своју романсу. Она не може да верује у то што чује... |              | |                                  |            |                      |
| 713 | 116          | Страхиња раскида са Ленком                                                                                    | Милан Караџић и Станко Милошевић | TBA        | 11. април 2023.      |
| Страхиња је одлучио да стави тачку на љубав са Ленком, јер сматра да нису једно за друго. Жаклина, са којом Лука има ћерку Дину, позвала је Уну на кафу како би јој испричала детаље из прошлости које је она заборавила због болести. У Кан холдингу је настао хаос између Сенке и Леона, када га је оптужила да од фирме прави циркус. Иако су запослени мислили да ће Леон да буде бољи шеф од Сенке након што су са њим изашли у ноћни провод, ипак није тако... Ленка је тешко прихватила Страхињину одлуку о раскиду... |              | |                                  |            |                      |
| 714 | 117          | Страхиња након раскида са Ленком одлази код Наде                                                              | Милан Караџић и Станко Милошевић | TBA        | 12. април 2023.      |
| Мила је прихватила позив доктора да изађе са њим на кафу, међутим, у бизнис клубу их је срела Уна, због чега је уследила непријатна ситуација. Страхиња је Панчети рекао да је Тића заљубљен у Галу, а она је одлучила да стави тачку на љубав са њим. Ипак, тешко је поднела Тићину одлуку да се исели из куће. Уплакана одлази у Малдиве како би га молила да дође кући, али он одбија и поставља јој услов... Максим тражи помоћ од Немање да се приближи Софији и да јој помогне... Ритер је у разговору са Аном Марчетом, схвати да је она сестра Аде Каначки. Када је то схватио почео је да је уцењује да "отме" новац од породице Каначки. Када је Ленка донела одлуку да ради за Дијану Ерски, Страхиња је одлучио да раскине са њом, а након тога отишао је код Наде... |              | |                                  |            |                      |
| 715 | 118          | Ана Марчета кује "паклени план" како да се докопа наследства                                                  | Милан Караџић и Станко Милошевић | TBA        | 13. април 2023.      |
| Леон опет завршава код Софије, која покушава да га окрене против Сенке. Након што их је видела заједно у бизнис клубу, Мила има потребу да се оправда код Уне, истичући да између ње и психијатра не постоји ништа. Лука тражи услугу од Сенку. Моли Сенку да његову ћерку Дину упише у фирмин вртић, али Сенка није баш сигурна да разуме његов љубавни живот. Уна се умало није онесвестила у бизнис клубу, али срећом са њом је био Вукашин који се испитује је о њеном здравственом стању. Ана Марчета је смислила како да се освети породици Каначки што ју је изузела из Адиног тестамента и свој "паклени план" предочава кућној домаћици, која ће свакако имати удела у коначној цифри, ако се Ана буде докопала Адиног наследства. Панчета и Лила покушавају да од Олге да "извуку" шта то Иван и Ана шурују, јер она једина зна њихову тајну... |              | |                                  |            |                      |
| 716 | 119          | Панчета је неутешна због Тиће                                                                                 | Милан Караџић и Станко Милошевић | TBA        | 14. април 2023.      |
| Софија је провела још једну страсну ноћ са Леоном. Усред њиховог дружења, Софији у посету долази Немања, ког је Максим замолио да са њом обави разговор. Ипак, њој се то није свидело, јер је Леону рекао да свашта прича о њему. Док је Ирена у Малдивима чекала Уну, пришао јој је Страхиња који је почео да флертује са њом. Иако га је у почетку одбила, оставила је могућност да јој прави друштво уколико се Уна не појави. Алекса је узнемирен због блиског односа Миле и психијатра код ког се запослила, па се због тога распитује у бизнис клубу о њима... Панчета је неутешна због Тићиног одласка из куће. Покушала је са њим да разговара и да га наговори да се врати да живи код ње, али је он одбио и рекао да се неће помирити све док се не буде променила из корена. Сенка је направила хаос када је затекла како се радници Кан Холдинга на послу опијају са Леоном. Због њиховог бахатог понашања одлучила је да им смањи плату, међутим, Леон је преузео кривицу на себе, па је због тога њему смањена плата. Ипак, упозорила је запослене и запретила им новим казнама... |              | |                                  |            |                      |
| 717 | 120          | И Ана Марчета уцењује Ивана на рачун његове тајне из прошлости                                                | Милан Караџић и Станко Милошевић | TBA        | 15. април 2023.      |
| Пошто Вукашин има искуства са интригама кућних помоћница у вили Каначки, одлучио је да провери да ли је њихову служавку сада опет неко подмитио. Она негира да ју је посетила Ана Марчета, али Вукашин не намерава да одустане. Иван све признаје Тићи, јер Станине уцене више не може да издржи. Моли га да држи језик за зубима, јер планира да настави да јој даје новац, само да не каже истину Алекси и Луки . Леон уверава Сенку да никоме од запослених није рекао да жели да се жртвује уместо њих. Сенка га је предухитрила и свима је све испричала. Пошто није успела да га пронађе у вили Каначки, Ана позива Ивана на пиће у бизнис клубу. Одмах прелази на ствар, потребан јој је и врло јој је хитно. Изгледа да Иван не зна да и Ана зна за његову тајну из прошлости и покушава да му због тога извуче новац . Тића долази кући код Панчете. Она га дочекује са палицом у рукама, јер је мислила да је лопов. Предлаже Тићи да седне и да разговарају. Романса између Софије и Леона се наставља. Она покушава да "извуче" неке информације о фирми од њега, али безуспешно. Ирма завршава на саслушању у полицији... |              | |                                  |            |                      |
| 718 | 121          | Ана Марчета је разоткривена                                                                                   | Милан Караџић и Станко Милошевић | TBA        | 16. април 2023.      |
| Ирма у полицијској станици покушава да сакрије да јој је Ритер претио, а инспектор Цоле јој саветује да га ипак позове у случају да се то понови. Иван не жели да новац даје и Ани Марчети, јер га због исте тајне из прошлости даје Стани. Међутим, није ни свестан да га и Адина сестра уцењује и да ће морати да пристане на то. Мисли да је у томе успела, све док је не буде посетио Вукашин који ће јој јасно ставити до знања да зна да је од кућне помоћнице тражила да сазна где Иван држи новац у вили. Ана све негира. Панчета и Тића никако да пронађу "заједнички језик". Она не види где је проблем, док је он криви за све што му се десило. Софија "врбује" Леона за нови пословни подухват и предочава му свој план. Њему и даље није јасно зашто нон-стоп причају о послу. Уна не може да поднесе да живи без Акице и жали се Мили. Више није сигурна да ли треба да слуша психотерапеута и примењује његове методе, или да слуша своје срце... |              | |                                  |            |                      |
| 719 | 122          | Леон покушава да завади Алексу и Луку и то му полази за руком                                                 | Милан Караџић и Станко Милошевић | TBA        | 17. април 2023.      |
| Тића долази у вилу Каначки на привремени боравак. Лила га за ручком испитује колико планира да остане код њих, с обзиром на то да је Панчета била да га посети и натера да се врати кући. Ивану то испитивање нимало не прија и заузима се за свог пријатеља. Леон је већ почео директорски да се понаша према свим запосленима, али само у Сенкином присуству, те тако позива Алексу и Луку на састанак. Леон покушава да завади браћу Каначки, али Лука не да на Алексу и зато прети Леону. Стана поново прети Ивану, али овај пут Иван "показује зубе"! Ирена је ушла у траг Станиним мутним радњама и то предочава Уни. То је јако узнемирава и полако се одаје алкохолу, а Уна брине за њу. |              | |                                  |            |                      |
| 720 | 123          | Уна жели да промени однос са Луком и Акицом али наилази на неодобравање                                       | Милан Караџић и Станко Милошевић | TBA        | 18. април 2023.      |
| Сенка позива Црног и жали се на Леона и да неко мора да га смири. Очигледно момак нема искуства и то Сенки највише смета. Уна има план у вези са Акицом, и то предочава свом психотерапеуту. Он је саветује да мора да разговара са Луком, без сујете и љутње, јер је време да она "спусти лопту". Она то и покушава, али наилази на Лукино незадовољство и неодобравање. Сенка улази бесна у Кан Холдинг и сазива хитан састанак! На Панчетину адресу стиже букет цвећа са мистериозном поруком. Она и Нада га проналазе на столу и није им јасно коме је намењен. До Луке долази информација да је Иван био код Стане и то преноси Вукашину, који одмах креће у истрагу. Маринко и Барбара завршавају на романтичном дружењу, и она му саопштава да јој се цела ова ситуација одвија пребрзо и да још увек није спремна за брак и породицу, као што је он предложио. Уна пита Милу шта се дешава са њом и доктором Поповићем. Нерешена ситуација остаје и код Страхиње и Ленке, која долази у Малдиве да разговарају. |              | |                                  |            |                      |
| 721 | 124          | Мила имам проблем                                                                                             | Милан Караџић и Станко Милошевић | TBA        | 19. април 2023.      |
| Иван разговара са неким и предлаже одличну понуду. Разговор прислушкује Олга и већ предосећа нову невољу. Инспектор Цоле је сазнао Станино девојачко презиме и то саопштава Вукашину, који већ "слаже коцкице" истине. Одмах захтева од Олге да овај пут мало озбиљније разговарају. Леон није ни свестан да полако улази у Софијине канџе и да она већ манипулише њиме. Барбара мисли да је Маринко загризао удицу и већ слави победу са Ритером. Ленка је дошла у Малдиве да би "закопала ратне секире" и Страхињи није јасно зашто. Заправо, она му говори да јој недостаје, што њега прилично изненађује! Тића позива Галу на нови љубавни састанак, и то све прислушкује Добрица. Лоше вести о Панчети стижу и до Тиће. Страхиња му предлаже да прво попије нешто жестоко како би се смирио. Др Поповић позива Милу у помоћ. Има проблем... |              | |                                  |            |                      |
| 722 | 125          | Иван продаје деонице Кан холдинга                                                                             | Милан Караџић и Станко Милошевић | TBA        | 20. април 2023.      |
| Радници Кан холдинга падају у очај због Леоновог одласка... Вукашин сазнаје да су Олга и Стана сестре, као и да се Иван тајно састаје са Станом, којој даје новац. Иван продаје деонице Кан холдинга како би се решио Стане. Иако га Олга осуђује због одлуке коју је донео, предаје их у руке човеку који ће га изиграти... Зврк прави љубоморну сцену због Луке и Сенке. Иако није желео да се помири са Панчетом, која га је молила да се врати кући, Тића ипак одлучује да јој се појави на вратима, а за то је имао добар разлог... |              | |                                  |            |                      |
| 723 | 126          | Да ли ће деонице Кан холдинга завршити у рукама Ритера Брунера                                                | Милан Караџић и Станко Милошевић | TBA        | 21. април 2023.      |
| Вукашин од инспектора Цолета тражи да провери порекло Ирене Корлат, јер је убеђен да јој Никша Корлат није отац. Алекса у разговору са Луком признаје да му недостаје Мила, која га је оставила јер је сумњала у његову верност и мислила да има аферу са Сенком Кокољ. Након бурног раскида, Тића долази код Панчете, међутим, у једном моменту је настао тотални хаос када јој је рекао да се бави најстаријим занатом. Немања открива Максиму да је код Софије затекао Леона... Цоле приводи Милана на разговор у нади да ће сазнати више информација о Ирени. Мушкарац који жели од Ивана да купи деонице у Кан холдингу, даје пословну понуду Ритеру... |              | |                                  |            |                      |
| 724 | 127          | Ритер купује деонице Кан холдинга а Маринко жели да се Барбара уда за њега                                    | Милан Караџић и Станко Милошевић | TBA        | 22. април 2023.      |
| Алекса и Мила су на корак од помирења. Заједно су вечерали, а у моменту када је требало да дође до пољупца, прекида их Уна. Инспектор Цоле у разговору са Миланом, не сазнаје никакве информације у вези Ирене Корлат, јер је он убеђен да је Ирена Никшина ћерка. Ритер купује Иванове акције у Кан холдингу... Барбара наставља да игра Ритерову игру и проводи узбудљиву ноћ са Маринком. Ипак, он то не схвата и одлучује да је запроси... Милан зове Стану и говори јој да им је полиција за петама, договарају састанак... |              | |                                  |            |                      |
| 725 | 128          | Да ли ће Алекса спречити Ивана да Ритеру прода деонице Кан холдинга                                           | Милан Караџић и Станко Милошевић | TBA        | 23. април 2023.      |
| Маринко је сигуран у однос са Барбаром, због чега је одлучио да је запроси, међутим, разочараће га њена реакција. Вукашин и инспектор Цоле на све начине покушавају да сазнају ко је заправо отац Ирене Корлат. Иван пристаје на потписивање уговора са купцем својих акција у Кан холдингу и договара састанак... Олга одлази код Алексе како би му рекла да Иван жели да прода свој удео у фирми, а да ли ће успети да га спречи у томе? |              | |                                  |            |                      |
| 726 | 129          | Иван се састаје са Ритера                                                                                     | Милан Караџић и Станко Милошевић | TBA        | 24. април 2023.      |
| Алекса и Лука сазнају за Иванов састанак са Ритером. У страху су да му Иван не прода своје акције у Кан холдингу. Због Панчете у Малдивима избија жестока свађа између Страхиње и Тиће. Вукашин долази до докумената у којима пише да је Стана примљена у хранитељску породицу у Бајмоку. Ана Марчета говори Ритеру да јој треба још времена како би му вратила новац, а он јој нуди да одради нешто за њега... У Кан холдинг ушетао је Дебељко, који се вратио из Париза. Иако су сви очекивали да ће му Јелена одмах скочити у загрљај, то се ипак није десило. Ритер је запретио Ивану да мора да му прода деонице иначе ће га убити. Иван нестаје сав новац који је имао... |              | |                                  |            |                      |
| 727 | 130          | Свима ћу да кажем да си ме силовао                                                                            | Милан Караџић и Станко Милошевић | TBA        | 25. април 2023.      |
| Тића долази код Панчете и извињава јој се што је помислио да се бави проституцијом. Иван продаје Ритеру акције у Кан холдингу, међутим, новац му нестаје... Испоставља се да је Ана Марчета украла све Иванове паре и да има намеру да побегне из земље. Ритер долази у Кан холдинг... Настаје тотални хаос између Луке и њега. Иван одлази код Стане и говори јој да су му украли новац и да нема да јој плати да прећути информације из прошлости. Ипак, њу то не занима и говори му да ће свима да каже да ју је силовао... |              | |                                  |            |                      |
| 728 | 131          | Он је мој отац                                                                                                | Милан Караџић и Станко Милошевић | TBA        | 26. април 2023.      |
| Сенка открива да је Дебељко лажирао свој CV на основу ког га је послала у Париз и то саопштава Јелени. Током Иванове и Станине свађе Ирена случајно сазнаје да јој је Иван отац. Вукашин хвата Ани Марчету у бегу са Ивановим новцем. Лила у вили Каначки затиче торбу пуну новца ... Мила и Уна долазе у Кан холдинг и саопштавају Луки и Алекси да морају да разговарају. Ирена нестаје након сазнања да јој је Иван отац. Немоћна Стана у страху да јој се нешто није догодило тражи Ритерову помоћ... Вукашин и Лила ће случајно да чују разговор између Ивана и Олге и сазнаће да му је Ирена ћерка. Траже да чују целу истину... |              | |                                  |            |                      |
| 729 | 132          | Уна сазнаје шокантне детаље из прошлости                                                                      | Милан Караџић и Станко Милошевић | TBA        | 27. април 2023.      |
| Мила и Уна одлазе код Алексе и Луке и саопштавају им да је Ирена Иванова ћерка. Добрица и Дебељко се запошљавају у бизнис клубу. У једном моменту долази Јелена како би са Дебељком разговарала о његовој радној биографији коју је лажирао како би га Сенка Кокољ послала у Париз. Вукашин и Лила сазнају да је Иван продао деонице Ритеру, настаје хаос у вили Каначких. Ирена говори Уни како је Стана Олгина рођена сестра и да ју је Иван варао са њом. Нада теши Милу и говори јој да има права да буде срећна, па макар то било и са доктором Поповићем. Међутим, нису очекивале да ће њихов разговор да чује Страхиња, који све јавља Алекси... |              | |                                  |            |                      |
| 730 | 133          | Иван напушта вилу Каначких                                                                                    | Милан Караџић и Станко Милошевић | TBA        | 28. април 2023.      |
| Софија предлаже Дијани да се она бави финансијама у агенцији и да њој препусти руковођење компанијом. Иван породици открива страшне детаље из прошлости. Лука му након свега не верује и мисли да је Иван био умешан у Унину отмицу. Стана у разговору са Иреном за све оптужује Ивана... Иван доноси одлуку да напусти породицу која му не верује, пакује ствари и одлази из виле Каначких... Ирена долази код Страхиње и признаје му да би његов загрљај могао да је орасположи. У том моменту улази Ленка, која није могла да верује шта види. Панчета допушта Ивану да се усели у кућу, међутим, Тићу ће да истера напоље, због чега ће да настане хаос... |              | |                                  |            |                      |
| 731 | 134          | Посета коју нико не очекује                                                                                   | Милан Караџић и Станко Милошевић | TBA        | 29. април 2023.      |
| Савладана нападом анксиозности и панике, Ирена долази код Уне. Потпуно обезнањени од алкохола, Иван и Тића упадају код нервозне Панчете. Следећег јутра за доручком, Иван поверава Панчети шта се догодило, а она не може да дође к себи. Док Вукашин одлази у једну изненадну посету, Лили стиже посета коју не прижељкује... |              | |                                  |            |                      |
| 732 | 135          | Ево то је изненађење                                                                                          | Милан Караџић и Станко Милошевић | TBA        | 30. април 2023.      |
| Иако оклева да пријатељу саопшти оно што је чуо, како га не би повредио, Страхиња ипак изговара Алекси све што зна. После много времена, Часлав се појављује у вили Каначки и жели да види своју ћерку, Уну. Нади се не свиђа Тићино понашање, нарочито када је реч о Панчети, због чега му у лице говори да је постао зао. На Лилин позив, Уна хитно долази кући. Саопштава јој да има једно изненађење за њу, а онда уводи Часлава... |              | |                                  |            |                      |
| 733 | 136          | Стана добија позив који ће је много узнемирити                                                                | Милан Караџић и Станко Милошевић | TBA        | 1. мај 2023.         |
| Иван одлази из виле Каначки након што га породица осуђује за продају деоница и ванбрачну ћерку коју је добио са Станом. Заједно са Тићом одлази код Панчете, код које је дошао и Миле. Дозволила им је да преноће код ње у кућу, али ће морати сви да спавају у једној соби. Лука долази у Малдиве и наздравља са Страхињом и Алексом. Међутим, у једном моменту долази Ирена и то прекида... Стана добија позив од Вукашина, који јој саопштава да треба да дође у полицијску станицу како би открила детаље о Ритеру. Добрица и Дебељко моле Сенку да их врати на посао... |              | |                                  |            |                      |
| 734 | 137          | Мораш да заштити ћерку                                                                                        | Милан Караџић и Станко Милошевић | TBA        | 2. мај 2023.         |
| Добрица и Дебељко моле Сенку да их врати у Кан холдинг. Вукашин говори Стани да је Ритер опасан човек и да мора да заштити ћерку од њега. Часлав долази у вилу Каначки како би видео Уну, међутим, она га не препознаје... Уна предлаже Ирени да крене на разговоре код доктора Поповића. Убеђена је да ће јој то помоћи након страшних сазнања из прошлости. Миле се пакује и одлази из Панчетине куће... |              | |                                  |            |                      |
| 735 | 138          | Ти мрзиш Ивана и Каначке                                                                                      | Милан Караџић и Станко Милошевић | TBA        | 3. мај 2023.         |
| Стана признаје Уни и Ирени да мрзи Ивана и Каначке и да им жели све најгоре. Лука одлази код Зврка и говори јој да је много воли. Маринко у разговору са Вукашином открива да има озбиљне планове са Барбаром . Софија блискост са Леоном користи како би прикупила све потребне информације у вези пословања Кан холдинга. Дијана нуди Сенки "савез" против Софије... |              | |                                  |            |                      |
| 736 | 139          | Волео бих да ми опростиш                                                                                      | Милан Караџић и Станко Милошевић | TBA        | 4. мај 2023.         |
| Тића признаје Страхињи да се вратио у кућу код Панчете, али не због ње, већ због Руже и њега. Алексу је након свађе са Милом и одласка из њиховог заједничког дома, додатно дотукло сазнање да га је Иван годинама лагао и да има полусестру. Иако су сви мислили да ће први сусрет Часлава и Ивана након инцидента проћи бурно, до тога ипак неће доћи. Иван му признаје да се каје због свега и моли га за опрост. Доктор Поповић Мили саветује да са Алексом крене на брачну терапију... Лука касни на сусрет са Зврком која га чека цело вече, након чега избија свађа... |              | |                                  |            |                      |
| 737 | 140          | Лука и ја више никад нећемо бити заједно                                                                      | Милан Караџић и Станко Милошевић | TBA        | 5. мај 2023.         |
| Иван је пао у очај након што је породица сазнала све његове мрачне тајне из прошлости, међутим, Панчета му саопштава да има решење за све његове проблеме. Ирена саветује Уну да се врати у вилу Каначких како би проводила више времена са Акицом и Луком. Уна јој признаје да зна да Лука и она више никад неће бити заједно. Леон ће након вођења љубави са Софијом да покупити своје ствари и да оде, што ће њу да избаци из такта. Долази до њихове прве свађе. Алекса затиче доктора Поповића и Милу у бизнис клубу... Зврк је неутешна због болести мајке која је завршила у болници, и криви себе што је допустила да сама живи у Словенији. Лука је теши... |              | |                                  |            |                      |
| 738 | 141          | Алекса позива Сенку да изађе са њим                                                                           | Милан Караџић и Станко Милошевић | TBA        | 6. мај 2023.         |
| Лила и кућна помоћница у Ивановој радној соби проналазе Адин прстен. Панчета одлази код Миле у стан како би упознала Ирену. Тада јој се Ирена представља и говори јој страшну истину коју је сазнала о својој породици. Барбара користи Маринка како би помогла Ритеру у остваривању свог прљавог плана. Маринко јој открива да ће Алекса и Лука успети да откупе вилу Каначки, али морају да пронађу један Адин документ који је нестао... Алекса је тотално побеснео када је у бизнис клубу затекао Милу и доктора Поповића. Како би јој се осветио и направио је љубоморном, позива Сенку да изађе са њим. |              | |                                  |            |                      |
| 739 | 142          | Ритер нуди пословну понуду кућној помоћници породице Каначки                                                  | Милан Караџић и Станко Милошевић | TBA        | 7. мај 2023.         |
| Лука одлази са Зврком у Словенију како би посетила своју болесну мајку. Панчета у разговору са Страхињом сазнаје да је још увек у вези са Ленком иако су били раскинули. Сенка говори Алекси да га довољно познаје и да зна како размишља и тражи од њега да јој објасни о чему се ради. Барбара преноси Ритеру информације о несталом Адином документу, што је он искористио да понуди богату понуду кућној помоћници породице Каначки. |              | |                                  |            |                      |
| 740 | 143          | Морам да се одселим одавде                                                                                    | Милан Караџић и Станко Милошевић | TBA        | 8. мај 2023.         |
| Иван у разговору са Тићом признаје да након свега мора да се одсели. Уна остаје у шоку када доласком у вилу Каначких сазнаје да је Лука отпутовао у Словенију. Софији стиже писмо на кућну адресу... Барбара из Маринке покушава да извуче нове информације, међутим, ненадано њихов разговор прекида Вукашин. Избија жестока свађа између Ленке и Дијане... |              | |                                  |            |                      |
| 741 | 144          | Максим добија отказ у Кан холдингу                                                                            | Милан Караџић и Станко Милошевић | TBA        | 9. мај 2023.         |
| Максим у разговору са Жаклиницом открива да је добио отказ у Кан холдингу и да су га прогласили као технолошки вишак. Јелена долази у бизнис клуб и набацује се Добрици како би Дебељка направила љубоморним, што ће јој и поћи за руком. Уна долази у вилу Каначких и док је Лука у Словенији са Зврком, узима Акицу и одводи га код себе. Панчета говори Олги да треба да се фокусира на своју сестру Стану... Ритер долази код Барбаре у собу, а она му саопштава новост у вези њеног односа са Маринком... |              | |                                  |            |                      |
| 742 | 145          | Лука губи контролу и напада Лилу                                                                              | Милан Караџић и Станко Милошевић | TBA        | 10. мај 2023.        |
| Лука губи контролу и напада Лилу... Након што је Уна одвела Акија из виле Каначки док је Лука са Зврком био у Словенији, настаје тотални хаос у породици. Панчета је дозволила Ивану и Тићи да се врате код ње, али под условом да спавају са Милетом у истој соби. Ипак, Тићи то тешко пало, јер Иван хрче, а Миле има кошмаре, па од њих не може да спава. Лука долази у вртић по Акицу, међутим, тако сазнаје да му син није ни био у вртићу. Ирена купи своје ствари и одлази од Стане, она је моли да остане. Лука и Уна не могу да се договоре око чувања Акице... |              | |                                  |            |                      |
| 743 | 146          | Однос Ирене и Страхиње је све озбиљнији                                                                       | Милан Караџић и Станко Милошевић | TBA        | 11. мај 2023.        |
| Маријана саопштава Добрицу и Дебељка да су најгори конобари који су икада радили у бизнис клубу. Неутешна Ирена након породичних хаоса, долази у Малдиве како би се опустила и разговарала са Страхињом. Тића се враћа у Панчетин кревет. Ипак, до тога није лако дошло. Панчета му је задала задатке које мора да обави како би могао да спава поред ње... Олга након помирења са сестром Станом одлази у вилу Каначких. Тамо ће да разговара са Алексом, ком неће бити јасно како је након свега могла Стани да опрости. |              | |                                  |            |                      |
| 744 | 147          | Акица и Луле су нестали из вртића                                                                             | Милан Караџић и Станко Милошевић | TBA        | 12. мај 2023.        |
| Тића и Панчета настављају да разговарају, у нади да ће пронаћи заједнички језик и да ће се Тића коначно вратити свом старом животу. Мила и доктор Поповић имају много посла. Мила одлучује да остане и после радног времена како би му помогла, а он је испитује да ли је све у реду у њеном животу. Ирма долази у Алексину канцеларију како би му донела важне папире, затиче Леона који одмах схвата да је Ирма врло узнемирена и покушава да је смири. Добрица и Дебељко наилазе на Сенкину оштру критику. Они су пуни себе и верују да су до сада много допринели успеху Кан Холдинга, али директорка их разуверава. Уна је дошла по Акицу и Лулета у вртић, али затиче њихове празне кревете. Деца су нестала... |              | |                                  |            |                      |
| 745 | 148          | Нико не зна где су деца али не сумњају на Ритера                                                              | Милан Караџић и Станко Милошевић | TBA        | 13. мај 2023.        |
| Сенка саопштава Дебељку и Добрици истину – да ју је Маријана замолила да их врати у Кан Холдинг, јер се плашила да ће бизнис клуб остати без гостију, ако њих двојица наставе да раде тамо. Инспектор Цоле наставља да се виђа са адвокатицом по хотелским собама, али јој и предлаже да се понекад виде и у јавности. Међутим, она одбија да са њим започне љубавну везу. Вукашин и Маринко су одмах почели да траже Лулета и Акицу и не сумњају на Ритера. Инспектор Цоле им у томе помаже . Панчета је Тићи забранила приступ њиховом заједничком кревету и то на врло комичан начин. Међутим, он ипак одлучује да заспи крај ње, али она не престаје да га провоцира... |              | |                                  |            |                      |
| 746 | 149          | Да ли је коначно дошло време за разговор о њиховим емоцијама                                                  | Милан Караџић и Станко Милошевић | TBA        | 14. мај 2023.        |
| Алекса и Лука су били ван себе када су чули да је Иван "покупио" Акицу и Лулета из вртића и да им није јавио. Ленка сазнаје да Страхиња и Ирена никада и нису били у љубавној вези. Ирена је признала да су међу њима постојале симпатије, али да се ситуација мало закомпликовала. Алекса предлаже Мили да је заједно са Лулетом одвезе кући. Мила пристаје и чека Уну да крене заједно са Акицом. Међутим, Лука предлаже Уни да ту ноћ заједно преспавају у вили. У Панчетином дому опет је осванула непроспавана ноћ. Миле Купус, Тића и Иван се опет нису наспавали. Њихов разговор о лошем стању у кући прекида Вукашин који од Ивана захтева разговор "у четири ока". Сенка позива Алексу у своју канцеларију на разговор и према ономе што се може приметити, време је за разговор о њиховим симпатијама... |              | |                                  |            |                      |
| 747 | 150          | Алекса ипак долази на Сенкина врата                                                                           | Милан Караџић и Станко Милошевић | TBA        | 15. мај 2023.        |
| Вукашин и Иван искрено разговарају. Вукашин га саветује да се "сабере" и да преузме живот у своје руке, али Иван је толико утучен и нема снаге за борбу. Сенка Алекси нуди раме за плакање, али он је добро познаје и не верује јој. Сумња да она има скривене намере. Лука одлучује да Уни преда дете и да Акица буде код ње. Она ту вест дочекује са одушевљењем и у том усхићењу га грли. И Алекса одлучује да "закопа ратне секире" са Милом и долази на њена врата по искрен разговор. Након што су сазнали да их је лагао, Алекса и Лука не могу да опросте Ивану за његову "прљаву" прошлост. Тића моли Алексу да ипак поприча са њим, али Алекса то одбија. Ленка и Ирена одлучују да оду на пиће у Малдиве и када их Страхиња затиче на улазу, остаје у шоку. Не може да верује својим очима. После разговора са Милом, Алекса ипак куца на Сенкина врата... |              | |                                  |            |                      |
| 748 | 151          | Дијана проналази важан документ                                                                               | Милан Караџић и Станко Милошевић | TBA        | 16. мај 2023.        |
| Уни на врата долази Лука који јој доноси Акицин ранац за вртић. Моли је, када је већ стигао, да успут види и сина. Она му дозвољава и њихова комуникација, после бурних свађа, постаје поново пријатна. Иако му говори да оде кући, Алекса наставља да се набацује Сенки и не жели да напусти њену хотелску собу. После фијаска са Сенком, Алекса стиже на Малдиве где среће Луку и Страхињу. Користи прилику да се извини Тићи, јер сматра да је погрешио и да нема оправдања, док Сенка стиже у Кан Холдинг и добија врло значајан позив од господина Тошића. Лука је увидео да Алекса није добро и почиње да га пропитује за Сенку. Он покушава да избегне одговор. Дијана је изгубила метар и толико је слуђена да почиње да га тражи свуда по својој канцеларији. Међутим, није очекивала да ће важан папир пронаћи у канти за смеће... |              | |                                  |            |                      |
| 749 | 152          | Кан Холдинг поново у финансијској кризи                                                                       | Милан Караџић и Станко Милошевић | TBA        | 17. мај 2023.        |
| Сенка покушава да објасни Алекси и Луки зашто ће морати да се продаје имовина Кан Холдинга, како би компанија што боље поднела финансијски губитак. С друге стране, лепе вести долазе за Максима, чија жалба је уважена и он је добио спор на суду. Мила се жали др Поповићу да са Алексом више не може пристојно ни да разговара. Ни другој сестри Галић "не цветају руже". Нада и даље жали за Страхињом, који је уопште не примећује и због тога се јада Панчети. Ритер наставља да зове Ирму: Не да јој мира, због чега јој је јако тешко да започне нови живот. Овога пута, Ритер има прави разлог зашто му је она потребна... |              | |                                  |            |                      |
| 750 | 153          | Инес се враћа у вртић                                                                                         | Милан Караџић и Станко Милошевић | TBA        | 18. мај 2023.        |
| Олга опет посећује Стану и покушава да разговара са њом. Стана је очајна јер јој је живот упропашћен и за то и даље криви Олгу. Вукашин позива Донку да се виде. Убеђује је да је то обична "пријатељска кафа", али Донка врло добро зна да Вукашин има другу намеру. Миле Купус такође има план који се тиче његових нових пословних подухвата. Зврк затиче Ирму у хаотичном стању и моли је да проблем који има подели са њом. Ирма одбија да прича, јер се плаши Ритера, али јој говори да је била на ивици да "узме" нешто. Уна предлаже Луки да оду на доручак, али у том моменту у вилу долази Зврк и он одбија Унин предлог и лаже је током телефонског разговора. Инес се враћа у вртић. Зврк и Каја су у шоку када је виде на вратима... |              | |                                  |            |                      |
| 751 | 154          | Да ли је то помирење на помолу                                                                                | Милан Караџић и Станко Милошевић | TBA        | 19. мај 2023.        |
| Ирма нема избора и одлази да се види са Ритером који наставља да је мучи. Добрица је пустио Ирму да изађе у сред радног времена, и о томе није обавестио Леона. Када је то сазнао, направио је скандал у Кан Холдингу! Све Лукине бивше и садашња девојка се срећу у вртићу и Зврку није ни мало пријатно. Нада не одустаје од Страхиње и због тога одлази у Малдиве на пиће. Страхиња је видно изненађен, али му прија што је види. Ритер посећује и Стану којој говори да му више није потребна и да може да иде. Она то не жели и правда се. Међутим, Ритер је матира чињеницом да је Стана "на своју руку" уцењивала Ивана... |              | |                                  |            |                      |
| 752 | 155          | Стана жели да се помири са Иваном                                                                             | Милан Караџић и Станко Милошевић | TBA        | 20. мај 2023.        |
| Миле долази у Малдиве како би Страхињу питао да ли може да га запосли. Стана долази код Ивана и жели да се помири. Говори му да жели да врати Ирену, а то ће моћи да уради само ако прошлост остави иза себе. Вукашин открива Лили како је сазнао да Барбара игра двоструку игру... Иако је била срећна када је започела приватни бизнис са Панчетом, Нада јој признаје да је незадовољна како посао напредује и да нема у плану живот да проведе у кухињи. |              | |                                  |            |                      |
| 753 | 156          | Сенка продаје вилу Каначких                                                                                   | Милан Караџић и Станко Милошевић | TBA        | 21. мај 2023.        |
| Миле теши Тићу и говори му да ће решити све његове проблеме. Сенка саопштава Луки и Алекси да ће морати да стави вилу Каначки на продају. Ово сазнање Луки тешко пада и напада Сенку... Дијана оптужује Софију да је крила приходе њене компаније од људи у Кан холдингу и то јој доказује написмено. Ритер држи Ирму у шаци... Стиже јој порука на којој се види како је неко у близини деце. У једном моменту кући их доводи Ритер... |              | |                                  |            |                      |
| 754 | 157          | Хоћеш да идеш са мном                                                                                         | Милан Караџић и Станко Милошевић | TBA        | 22. мај 2023.        |
| Зврк и Лука ће морати да одржавају везу на даљину. Иако она није одушевљена због такве ситуације, Лука јој говори да њему то не представља проблем. Алекса позива Сенку да заједно оду са посла, она пристаје... Мила и Нада одлазе у провод, међутим, затичу Алексу и Сенку заједно, а Мила ће то видно тешко да поднесе. Панчета је забринута што Наде нима код куће, а у том моменту јој Страхиња говори да је настао хаос... Ирена је због породичних проблема одаје алкохолу... Пијану је у бизнис клубу затиче Леон који покушава да је одведе кући, али она одбија. Мила након скандала тражи помоћ од доктора Поповића... |              | |                                  |            |                      |
| 755 | 158          | Имаш времена до краја дана                                                                                    | Милан Караџић и Станко Милошевић | TBA        | 23. мај 2023.        |
| Зврк признаје Луки да јој је мајка на првом месту и да не може да размишља о њиховој вези. Панчета на све начине покушава да изглади ситуацију између Наде и Страхиње. Олга долази код Ирене како би са њом разговарала о мрачним детаљима из прошлости, међутим, она одбија... Након што је ухватила Сенку и Алексу заједно, Мила одлази код доктора Поповића како би разговарала о њеном и Алексином односу. Доноси одлуку која се Алекси неће свидети... Ритер долази код Стане и говори јој да до краја дана мора да се исели. У Кан холдингу избија жестока свађа између Софије и Леона... |              | |                                  |            |                      |
| 756 | 159          | Мила жели да се разведе од Алексе                                                                             | Милан Караџић и Станко Милошевић | TBA        | 24. мај 2023.        |
| Мила саопштава Нади и Дебељку да жели да се разведе од Алексе, након чега избија хаос. Лука доноси одлуку да запроси Зврка, иако је она одлучила да раскине са њим јер јој је мајка на првом месту. Олга и Иван долазе код Стане како би закопали ратне секире. С обзиром да је Ритер избацио Стану на улицу, она се враћа у Бајмок код Милана и сада се поставља питање где ће Ирена. Донка излази на вечеру са министром полиције... |              | |                                  |            |                      |
| 757 | 160          | Јелена и ја ћемо се сигурно развести                                                                          | Милан Караџић и Станко Милошевић | TBA        | 25. мај 2023.        |
| Ирена открива Уни да је Стана лагала у вези стана у Београду и да та некретнина Ритерова. Плаче и говори да не жели да се врати у Бајмок. Дебељко је очајан због Милине одлуке да се разведе од Алексе. У страху је да ће у будућности Јелена и он развести... Иако су били у страху због виле, Сенка преноси добре вести Алекси и Луки. Сазнаје да се вила Каначких продаје по нижој цени и да ће, уколико скупе новац у року од седам дана, поново бити у њиховом власништву. Избија жестока свађа између Ленке и Дијане Ерски... |              | |                                  |            |                      |
| 758 | 161          | Алекса те стварно воли између нама никад ништа неће бити                                                      | Милан Караџић и Станко Милошевић | TBA        | 26. мај 2023.        |
| Жаклиница јавља Луки да је Дина болесна и да је у болници, он одмах долази. Том приликом Жаклиници говори да је гледа као мајку свог детета и ништа више од тога, што је њу погодило. Ипак, признаје да на Дину гледа исто као и на Акицу и да не прави разлику међу децом. Сенка пијаног Алексу доводи код Миле. Сенка признаје Мили да је Алекса искрено воли и да између њега и ње нема ништа. Олга касно у ноћ долази код Вукашина како би разговарала са њим... Ленка даје отказ. Након жестоке свађе са Дајаном Ерски доноси одлуку. Ипак, Софија је моли да остане... |              | |                                  |            |                      |
| 759 | 162          | Ритер упада у Сенкину канцеларију                                                                             | Милан Караџић и Станко Милошевић | TBA        | 27. мај 2023.        |
| Алекса предлаже Ирени да се пресели у вилу Каначких. Лила доноси одлуку да подигне кредит како би откупила вилу. Одлази у банку и запосленом говори за шта јој треба новац, а он о томе обавештава Ритера... У бизнис клубу настаје невиђени хаос између доктора Поповића који је бранио Сенку, и Максима који је стао у одбрану своје сестре. У Кан холдингу настаје тотална "лудница" због проблема са испоруком робе. Лука и Алекса не знају шта да раде, а Ритер упада у Сенкину канцеларију. |              | |                                  |            |                      |
| 760 | 163          | Да ли ће Ритер купити вилу Каначких                                                                           | Милан Караџић и Станко Милошевић | TBA        | 28. мај 2023.        |
| Ритер долази код Сенке и даје највећу понуду за откуп виле Каначких. Банкар се неће јавити Лили на телефон након што је сазнао за шта јој је потребан новац, како би вилу Каначких купио Ритер. Немајући куд, Лила се поверава Вукашину и објашњава му шта је урадила. Вукашин зове Донку и моли је за помоћ... Доктор Поповић објашњава Мили зашто се нису пољубили... Након што је у Кан холдингу избио проблем око испоруке робе, Дијана Ерски нуди помоћ Луки и Алекси. |              | |                                  |            |                      |
| 761 | 164          | Максим се враћа у Кан холдинг и одмах настаје хаос                                                            | Милан Караџић и Станко Милошевић | TBA        | 29. мај 2023.        |
| Максим се враћа у Кан Холдинг. Алекса је ван себе када га затиче у Сенкиној канцеларији, прети му, али га Сенка зауставља. Она му објашњава да то није могла да спречи, зато што је Максим враћен у фирму судском одлуком. Максим упознаје Леона и од њега тражи нова задужења. И Лука је ван себе када затиче Максима у фирми, али покушава да се смири. Леон му даје иста задужења која је Максим имао до сада. Добрица својим колегиницама препричава ситуацију из вртића, када је затекао Кајиног момка и физички се обрачунао са њим. Уна долази код Луке да му се пожали на проблем који има са Иреном, тражећи од њега да јој помогне. Иван позива Олгу да разговарају о ономе што се десило међу њима претходно вече. Иако му је непријатно, он јој признаје да тренутно није спреман за нову љубавну везу... |              | |                                  |            |                      |
| 762 | 165          | Сенка и др Поповић се добро познају                                                                           | Милан Караџић и Станко Милошевић | TBA        | 30. мај 2023.        |
| Ирма изненада напушта стан, под изговором да мора хитно до канцеларије. Заправо, Зврк не зна да ју је позвао Ритер и да Ирма мора хитно да се види са њим! Зврку све то постаје сумњиво. Уна се плаши да ће се све вратити на старо, ка и када је живела у вили и плаши се својих осећања према Луки, које још увек себи није признала. И због тога се жали др Поповићу. Сенка среће др Поповића у бизнис клубу и судећи по њеној реакцији, они се добро познају. Софија и Максим долазе у бизнис клуб и налазе на Сенку и психијатра. Софија почиње са провокацијама, али др Поповић и те како уме да је спусти на земљу. Ирена долази у вилу да разговара са Олгом, Луком и Алексом. Предлажу јој да се пресели у вилу, како би цела породица живела заједно. Тетка Лила се састаје са чудним типом... |              | |                                  |            |                      |
| 763 | 166          | Ритер жели да купи имовину Кан холдинга                                                                       | Милан Караџић и Станко Милошевић | TBA        | 31. мај 2023.        |
| Ирена добија предлог да се пресели у вилу Каначких. Иако тренутно живи са Милом, Ирена још није донела одлуку где ће да живи, али саветује Уну да се врати у вилу како би Лука и она били заједно са Акицом. Лила доноси одлуку да подигне кредит како би откупила вилу. Одлази у банку и запосленом говори за шта јој треба новац, а он о томе обавештава Ритера... У Кан холдингу настаје тотална "лудница" због проблема са испоруком робе. Лука и Алекса не знају шта да раде, а Ритер упада у Сенкину канцеларију. |              | |                                  |            |                      |
| 764 | 167          | Ирена се сели у вилу Каначких                                                                                 | Милан Караџић и Станко Милошевић | TBA        | 1. јун 2023.         |
| Донка и Вукашин се након много времена поново састају... Након што је донела одлуку да се исели из виле Каначких и посвети политици, Донка постаје све моћнија, што би многи желели да искористе. Мила у разговору са Уном говори да се нешто десило са др Поповићем... Ирена доноси одлуку да прихвати позив и пресели се у вилу Каначких. Лука и Алекса насмејани долазе код Сенке мислећи да су откупили вилу... Иако ће на крају дана сазнати име купца некретнине, они су убеђени да ће њихово име бити на папиру. |              | |                                  |            |                      |
| 765 | 168          | Лила сазнаје у чијим рукама је завршила вила Каначких                                                         | Милан Караџић и Станко Милошевић | TBA        | 2. јун 2023.         |
| Ирена се састаје са Олгом и саопштава јој да је донела одлуку да прихвати позив и пресели се у вилу Каначких. Панчета на све начине покушава да закопа ратне секире са Тићом и позива га да се врати у њену собу како би сваку ноћ проводили заједно. Лука и Алекса позивају Сенку у провод како би прославили успешно обављен посао. Алекса позива Лилу и саопштава јој да је вила поново њихова. Након успешно обављеног посла Лука и Алекса позивају Сенку у провод како би то прослављали. Дијана се састаје са Алексом и доноси му велику суму новца... |              | |                                  |            |                      |
| 766 | 169          | Значајно окупљање у вилу, а ту је и Сенка                                                                     | Милан Караџић и Станко Милошевић | TBA        | 3. јун 2023.         |
| Ситуација са вилом Каначки се решила и Алекса и Лука сматрају да је за то заслужна Сенка. Због тога, Лука инсистира да је угости у вили, где Сенка упознаје Лилу, Вукашина и Олгу. Миле Купус постаје омиљени лик у Малдивима, због ког многе девојке долазе на пиће. Тића и Страхиња не престају да га провоцирају због тога. Вукашину није јасно одакле су Лука и Алекса набавили остатак новца како би откупили вилу, али њих двојица одбијају да признају. Ирена, Уна и Мила стижу у вилу на прославу поводом откупљења куће. Након врло емотивне здравице коју је одржао Вукашин, Уна почиње да се присећа још детаља из прошлости, због чега губи свест... |              | |                                  |            |                      |
| 767 | 170          | Леон је на мети                                                                                               | Милан Караџић и Станко Милошевић | TBA        | 4. јун 2023.         |
| Дијана Ерски је заправо у дослуху са новом радницом у свом тиму, Невеном, која је недавно Ленки направила сцену. Невена сада црпи важне информације од Леона и то Дијани и те како одговара! Сенка крши договор и пита Алексу зашто он заправо није више у љубави са Милом. Иако је обећала да неће мешати приватно и пословно, морала је да га пита. Алекса је убеђен да је са Милом све готово, али Сенка му не верује. Тића је ван себе када сазнаје да болује од неизлечиве болести. Страхиња га моли да се не нервира и да је можда време да престане са радом у Малдивима, а у томе му помаже Миле Купус. Ленка и Дијана се жустро свађају, претећи једна другој. Ленка сматра да је Дајана "хистерична лудача" која их све у фирми малтретира. Софија упозорава Леона да се припази од Ненси и Дајане, јер је Ненси на пословном путу видела да Леон са собом носио некаква овлашћења. Леон ову ситуацију, као и обично, не схвата озбиљно... |              | |                                  |            |                      |
| 768 | 171          | Ирена стиже у вилу Каначких                                                                                   | Милан Караџић и Станко Милошевић | TBA        | 5. јун 2023.         |
| Алекса моли Уну да му помогне да се помири са Милом... Маринко заборавља Барбару и доноси одлуку да настави даље са својим животом. Прва на "удару" била је кућна помоћница породице Каначки, коју је Маринко позвао на пиће. Добрица долази у бизнис клуб и присећа се свог рада за шанком. Тада губи контролу и почиње да урла пред гостима. Додатни хаос настаје када га чује Маријана... Алекса долази у Милин стан и приређује јој изненађење... Сенка примећује да је неко прати. Ирена стиже у вилу Каначких. Срдачну добродошлицу приређују јој Олга и Лука који су једва чекали да се пресели код њих. |              | |                                  |            |                      |
| 769 | 172          | И мени је драго што те видим                                                                                  | Милан Караџић и Станко Милошевић | TBA        | 6. јун 2023.         |
| Мила и Алекса договарају састанак... Дијана обавља озбиљан разговор са Софијом и поставља јој важно питање – да ли ће остати са њом или ће прећи на другу страну. Алекса на све начине покушава да се помири са Милом... Након изненађења које јој је приредио, Алекса остаје збуњен, јер не зна да ли су поново заједно. Максим позива Сенку на вечеру, она га одбија... |              | |                                  |            |                      |
| 770 | 173          | Уна и Лука су на корак до помирења                                                                            | Милан Караџић и Станко Милошевић | TBA        | 7. јун 2023.         |
| Мила и Алекса доносе одлуку да се помире. Након што су ноћ провели заједно, Мила признаје Алекси да жели поново да буде са њим и да га воли. Заједно одлазе у свој стан како би време проводили са сином, а ту ситуацију Уна користи да са Акицом оде код Луке. Изненада се појављује на вратима виле Каначких и пита Луку да ли може да преспава код њега... Вукашин обавља разговор са кућном помоћницом, жели да сазна све о њеном односу са Маринком. Уна и Лука су на кораку до помирења... Олга и Иван обављају озбиљан разговор о породици. Леон одлази са Иреном на ручак, а у једном моменту разговор прекида Софијин позив... |              | |                                  |            |                      |
| 771 | 174          | Софија и Ленка раде иза Дијаниних леђа                                                                        | Милан Караџић и Станко Милошевић | TBA        | 8. јун 2023.         |
| Ирма и Ритер проводе ноћ заједно... Ленка и Софија раде иза Дијаниних леђа. Софија сазнаје информације везане за Леона и Црног и саопштава Ленки да мора да настави да шпијунира за њу. Леон се унервозио након Софијиног позива који је прекинуо његов ручак са Иреном... Уна не може да обузме страсти, па скаче Луки у загрљај и љуби га. Ипак, изненађује је његова хладна реакција. |              | |                                  |            |                      |
| 772 | 175          | Уни се након проведене ноћи са Луком враћа памћење                                                            | Милан Караџић и Станко Милошевић | TBA        | 9. јун 2023.         |
| Тића прославља рођендан, а породица му том приликом припрема изненађење... Ипак, у Малдивима се појављују сви, сем Панчета. Ритер проводи ноћ са Ирмом и наређује јој да мора да му преноси информације из Кан холдинга. Леон посећује Ирену у вили Каначких и доноси јој букет цвећа. Позива је на пиће... Тића ће уживати у рођенданској торти, међутим, у једном моменту ће му позлити. Уни се након проведене ноћи са Луком враћа памћење... |              | |                                  |            |                      |
| 773 | 176          | Леон одбија Софију                                                                                            | Милан Караџић и Станко Милошевић | TBA        | 10. јун 2023.        |
| Уни се враћа памћење након ноћи коју је провела са Луком. Леон одбија Софију и говори јој да није за везу. Тића је завршио у болници након што је на рођенданској прослави појео торту која је у себи имала кикирики путер, а Нада му је спасила живот. Страхињи занима да ли је то урадила да би јој опростио све из прошлости... Страхиња због обавеза не долази на посао, што је Милету тешко пало, па је завршио у сузама. Панчета долази Тићи у посету и говори му да га воли, међутим, он у сну позива другу жену... |              | |                                  |            |                      |
| 774 | 177          | Да ли је Ирена заиста Иванова ћерка                                                                           | Милан Караџић и Станко Милошевић | TBA        | 11. јун 2023.        |
| Уна се присећа велике љубави са Луком након што је провела ноћ са њим. Због тога доноси одлуку да прихвати Лукину понуду и са Акицом се врати у вилу Каначких како би живели сви заједно. Вукашин затиче Ирену како претура по стварима у радној соби, па је посумњао у то да ли је она заиста Иванова ћерка. Лили предлаже да Ирена уради ДНК тест и сада се поставља питање - да ли је Ирена заиста Иванова ћерка? Ритер од Ирме тражи да у Алексину и Лукину канцеларију постави прислушкивач... |              | |                                  |            |                      |
| 775 | 178          | Шта радиш у мојој канцеларији                                                                                 | Милан Караџић и Станко Милошевић | TBA        | 12. јун 2023.        |
| Ирма испуњава Ритерово наређење. Користи прилику док Леон није у фирми и одлази у његову канцеларију како би ставила прислушкивач. Гала и Добрица је заустављају на уласку у канцеларије, али она успева да се извуче... Тића излази из болнице, а породица се окупила како би га дочекала. Мислећи да спава, Панчета говори колико га воли, што ће он на крају наградити пољупцем. Лила и Вушакин саопштавају Ирени да би требало да уради ДНК тест како би били сигурни да је Иван њен отац. Леон затиче Ирму у својој канцеларији... |              | |                                  |            |                      |
| 776 | 179          | Мислим да вам неко ради иза леђа                                                                              | Милан Караџић и Станко Милошевић | TBA        | 13. јун 2023.        |
| Софија позива Алексу и Луку како би им саопштила да им неко ради иза леђа, због чега ће настати хаос између Леона и Алексе. Нада долази у Малдиве како би разговара са Страхињом. Отворено му говори како након свега не би требало да живе заједно, јер сматра да то лоше утиче на Ружу. Ирена тешко подноси Вукашинов и Лилин предлог да уради ДНК тест како би се утврдило да ли је Иван њен отац. Ипак, Леон је успео да јој поправи расположење, па је донела одлуку да преспава код њега. Ирма је испунила Ритерово наређење и поставила прислушкивач у Луку и Алексину канцеларију. На тај начин Ритер је сазнао како су Каначки откупили вилу... |              | |                                  |            |                      |
| 777 | 180          | Ирена одлази на ДНК тестирање                                                                                 | Милан Караџић и Станко Милошевић | TBA        | 14. јун 2023.        |
| Црни доноси одлуку да Леону препусти овлашћење и признаје му да је тако одлучио јер му прете. Ирена прихвата Вукашинов и Лилин предлог да уради ДНК тест како би били сигурни да јој је Иван отац. Ирма је обавила Ритерово наређење и поставила прислушкивач у Алексину и Лукину канцеларију, након чега са њим проводи ноћ . Иако је у почетку насилно проводила време са Ритером, Ирма сада мења плочу и ужива у његовом друштву, што му постаје чудно... Након што је Максим пратио Сенку, она му признаје да га се плаши... |              | |                                  |            |                      |
| 778 | 181          | Преплашена Сенка зове полицију                                                                                | Милан Караџић и Станко Милошевић | TBA        | 15. јун 2023.        |
| Ирена након ДНК тестирања одлази у Малдиве и одаје се алкохолом. У једном моменту улази у жесток сукоб са Страхињом и прави лом у кафићу, након чега је исекла руку... Као и увек, Леон се нашао поред Ирене како би јој помогао. Одвози је кући, међутим, Лила прави хаос када га затекне у Вили. Ритер уцењује Алексу и Луку информацијама око куповине виле Каначких... Максим долази код Сенке и даје јој пиће у које је претходно ставио дрогу. Сенка се буди уплакана и зове полицију... |              | |                                  |            |                      |
| 779 | 182          | И даље мислим на Аду                                                                                          | Милан Караџић и Станко Милошевић | TBA        | 16. јун 2023.        |
| Мила долази код доктора Поповића и моли га да јој открије детаље разговора са Иреном, јер је цела породица забринута за њу. Иван пристаје на Вукашинов предлог да уради ДНК тест како би био сигуран да је Ирена његова ћерка. Тића говори Ивану да је чуо како је Олга признала Панчети да је у неког у. Иван је убеђен да су говориле о њему. Максим лаже Софију о његовом односу са Сенком... Тића саветује Ивана да отворено поприча са Олгом, међутим, признаје му да и даље мисли на Аду. Уна препричава Луки детаље скандала који је Ирена направила у Малдивима. |              | |                                  |            |                      |
| 780 | 183          | Одакле ти идеја да дрогираш Сенку                                                                             | Милан Караџић и Станко Милошевић | TBA        | 17. јун 2023.        |
| Алекса и Лука све више сумњају на Дијану и мисле да је она "кртица" која им ради иза леђа. Иако она то пориче, Софијина и Ритерова прича јој не иду у прилог... Ирма се све дубље упушта у однос са Ритером и то Зврк примећује. Због тога избија жестока свађа између Зврка и Ирме. Милету се Гала свидела на први поглед, па због ње забушава на послу, што се Страхињи никако неће свидети. Максим, који је болесно заљубљен у Сенку, долази код ње како би јој се извинио што ју је пратио, међутим, то је све део његовог плана. Док Сенка не обраћа пажњу, Максим јој сипа дрогу у пиће и проводи ноћ поред ње. Софија сазнаје за све и оштро осуђује његово понашање. |              | |                                  |            |                      |
| 781 | 184          | Олга признаје Ивану да га воли                                                                                | Милан Караџић и Станко Милошевић | TBA        | 18. јун 2023.        |
| Софија и Максим смишљају лажну причу коју ће пласирати Сенки. Уместо да јој призна да јој је сипао дрогу у пиће, Максим ће да исприча како јој је позлило, а да јој је он помогао да легне у кревет. Иван се састаје са Олгом у бизнис клубу како би сазнао у кога је заљубљена. Након са Олгом, Иван долази код Тиће како би му саопштио да га Олга воли. Ирма се ушуњала у Ритеров стан... Ритер потеже пиштољ када чује да му се неко шуња иза леђа... |              | |                                  |            |                      |
| 782 | 185          | Волео бих да поново будемо заједно                                                                            | Милан Караџић и Станко Милошевић | TBA        | 19. јун 2023.        |
| Ирма улази у Ритеров стан без његове дозволе. Иако је планирала да га пријатно изненади, он је био шокиран и јасно јој показао да јој не верује и да ће своје поверење морати да докаже! Зврк долази у вилу како би разговара са Луком, међутим, тамо је затиче Уна. Након што је Иван сазнао да је Олга заљубљена у њега, доноси одлуку да поново буду заједно. Ова вест ће највише обрадовати Олгу која је дуго чекала на то. Леон долази код Ирене како би јој поправио расположење, али му то неће полазити за руком. Након што јој је ставио дрогу у пиће како би провео ноћ поред ње, Максим долази код Сенке у канцеларију... |              | |                                  |            |                      |
| 783 | 186          | Стижу резултати ДНК теста а Ирена бежи из виле                                                                | Милан Караџић и Станко Милошевић | TBA        | 20. јун 2023.        |
| Зврк открива Луки да је Ирма заљубљена у Ритера и да се виђају. Лука и Алекса након разговора са Ирмом доносе одлуку да јој дају отказ, о чему је Ритер одмах био обавештен, с обзиром да је поставила прислушкивач у њихову канцеларију. Максим долази код Сенке како би је направио лудом. Уместо да јој призна да јој је ставио дрогу у пиће, испричаће јој лажну причу коју је смислио са Софијом. Стижу резултати ДНК теста, а Ирена бежи од куће... |              | |                                  |            |                      |
| 784 | 187          | Мислим да сам силована                                                                                        | Милан Караџић и Станко Милошевић | TBA        | 21. јун 2023.        |
| Сенка признаје доктору Поповићу да мисли да ју је Максим силовао. Иако јој је испричао причу коју је смислио са Софијом, Сенка му очигледно није поверовала. Одлази код психијатра како би са њим о свему отворено разговарала, јер не зна шта да ради. Стижу налази ДНК теста, међутим, Ирена бежи из виле и одлази у бизнис клуб где ће разговарати са Маријаном. Леон одбија да спава са Софијом, јер жели да буде веран и искрен у односу са Иреном. |              | |                                  |            |                      |
| 785 | 188          | Ти си моја ћерка                                                                                              | Милан Караџић и Станко Милошевић | TBA        | 22. јун 2023.        |
| Иван је Иренин отац. Иако су то сви знали и без ДНК теста, ова вест је обрадовала целу породицу. Уна сматра да је сада време да Лука и Алекса закопају ратне секире са Иваном. Ирена и Иван обављају први разговор након сазнања да су отац и ћерка, ипак, Ирена му признаје да после толико година не може да га прихвати као свог оца. Софија позива Дијану у свој стан и упозорава је да одмах престане са игрицама. Оптужује је да јој ради иза леђа... Након што је Зврк открила Луки да је Ирма заљубљена у Ритера и да се тајно виђа са њим, Ирма не жели са њом да разговара. |              | |                                  |            |                      |
| 786 | 189          | Зврк добија позив из болнице                                                                                  | Милан Караџић и Станко Милошевић | TBA        | 23. јун 2023.        |
| Гала признаје да је заљубљена у Милета. Максим долази код Леона како би разговарао са њим. Након што су донели одлуку да се помире и забораве на проблеме из прошлости, Нада и Страхиња су заљубљенији него икад. Зврк добија позив из болнице и сазнаје да је њеној мајци нагло позлило. Зврк прекида емитовани тренутак Уне и Луке и позива га да се хитно виде, што он прихвата... Максим пријављује Сенку на мобинг... |              | |                                  |            |                      |
| 787 | 190          | Зврк саопштава Луки да одлази...                                                                              | Милан Караџић и Станко Милошевић | TBA        | 24. јун 2023.        |
| Уна прави љубоморну сцену због поруке коју је Зврк послала Луки. Лила ће ухватити Олгу како у касне сате води љубавни разговор са Иваном... Лила на све начине покушава да сазна у кога је Олга заљубљена. Панчета окупља целу кућу како би разговарали са Надом и Страхињом, који су након помирења постали заљубљенији него икад. Лука нуди Зврку помоћ за њену болесну мајку, међутим, она ипак доноси одлуку да оде код ње у Словенију. Лила сумња да Олга нешто мути и о томе обавештава Вукашина... |              | |                                  |            |                      |
| 788 | 191          | Ритер прислушкује Алексин и Лукин разговор                                                                    | Милан Караџић и Станко Милошевић | TBA        | 25. јун 2023.        |
| Иван се сређује за сусрет са Олгом. Панчета остаје у шоку када види Ивана сређеног од главе до пете и испитује га где иде... Кроз исто пролази и Олга, коју је Лила затекла како скоцкана излази из виле. Након што је Сенка испричала Леону шта јој је Максим урадио, почиње да се распитује око његове функције у Кан холдингу и долази до закључка да не ради ништа. Ритер је искористио Ирму да постави прислушкивач у Алексину и Лукину канцеларију како би био обавештен о сваком њиховом кораку, а то му полази за руком... Уна у Лукиној гардероби проналази веренички прстен... |              | |                                  |            |                      |
| 789 | 192          | Ако хоћеш да будеш са Иваном мораш да се иселиш из виле                                                       | Милан Караџић и Станко Милошевић | TBA        | 26. јун 2023.        |
| Лила уцењује Олгу. Након што је Олгу затекла са Иваном, Лила доноси одлуку - или ће да раскине с њим или ће морати да се исели из виле Каначких. Алекса се брине за Сенку и долази код ње у канцеларију како би проверио да ли је добро... Ритер стиче поверење у Ирму и открива јој информације у вези Луке и Алексе... |              | |                                  |            |                      |
| 790 | 193          | Алекса и Лука проналазе прислушкивач у својој канцеларији                                                     | Милан Караџић и Станко Милошевић | TBA        | 27. јун 2023.        |
| Лила никако не може да се помири са чињеницом да су Олга и Иван поново заједно. Након што их је ухватила заједно, доноси одлуку да о њиховој афери обавести Луку и Алексу. Гала не може да сакрије колико је срећна и заљубљена у Милета, а иако никоме не говори због чега се другачије понаша, свима је јасно да се нешто дешава у њеном животу. Вукашин се састаје са Иваном у бизнис клубу и говори му да ништа нема против Олгине и његове везе, међутим, Лила не мисли тако... Алекса и Лука проналазе прислушкивач у својој канцеларији... Ритер сазнаје да Ирма жели са децом да побегне у Лондон, након чега долази код ње у стан и почиње да је дави... |              | |                                  |            |                      |
| 791 | 194          | Прво Ада а сад он                                                                                             | Милан Караџић и Станко Милошевић | TBA        | 28. јун 2023.        |
| Цела породица је забринута за Вукашина који је завршио у болници након што му је изненада позлило. Лила је неутешна због Вукашиновог здравственог стања и у страху је да и њега не изгуби као Аду. Уна у Лукиним стварима проналази прстен и мисли да је за њу. Међутим, признаје јој да је то купио за Зврка, што њу повређује. Уна уплакана одлази из виле... Ритер сазнаје да Ирма жели да пошаље децу у Лондон, што га је толико разбеснело да је покушао да је убије... Зврк је спашава и зове полицију... |              | |                                  |            |                      |
| 792 | 195          | Ја бих с тобом ишла и на крај света                                                                           | Милан Караџић и Станко Милошевић | TBA        | 29. јун 2023.        |
| Иван жели да побегне са Олгом. Иако ће признати да би са њим отишла и на крај света, сматра да није прави тренутак да то ураде, без обзира што су сви против њихове везе. Ирма издаје Ритера. Након што је покушао да је убије када је сазнао да му ради иза леђа, Ирма узима његов телефон и даје га Луки и Алекси. Миле се заљубљује у Галу, међутим, мучи га питање колико је Тићин и њен однос био близак у прошлости. Због тога доноси одлуку да отворено са њим разговара... Лила добија позив из болнице... Породици саопштава нове информације у вези Вукашиновог здравственог стања. Леон сазнаје да је Максим дрогирао Сенку и да је постојала сумња да ју је силовао... Доноси одлуку да му да отказ у Кан холдинга. |              | |                                  |            |                      |
| 793 | 196          | Можда би требало да се пензионишем                                                                            | Милан Караџић и Станко Милошевић | TBA        | 30. јун 2023.        |
| Уна напушта вилу Каначки након што је у Лукиним стварима пронашла веренички прстен који је он купио за Зврка. Након тога, Зврк долази у посету Уни како би отворено разговарале о свему и говори јој да се то све дешавало док се она није вратила у Лукин живот. Леон отпушта Максима. Сазнање да је Максим дрогирао Сенку, а потом је оптужио за мобинг, уздрмало је све у Хан холдингу. Ипак, Леон је поверовао у Сенкину причу и доноси одлуку коју ће Максим тешко да поднесе. Донка долази у болницу како би обишла Вукашина, који је једва преживео. У разговору са њом, Вукашин признаје да је можда дошло време да оде у пензију... |              | |                                  |            |                      |
| 794 | 197          | Панчета је ван себе када чује вести са телевизије                                                             | Милан Караџић и Станко Милошевић | TBA        | 1. јул 2023.         |
| Зврк завршава на пићу са Инес и Кајом и обавештава им да се видела са Уном и да су водиле врло пријатан разговор. Остају остају у шоку. Барбара посећује Ритера и пропитује га да ли је можда некоме помињао њу, али он је убеђује да није цинкарош. Док је у притвору, Ритер одлучује да открије полицији где се налази Виктор, нудећи инспектору Цолету своје "услуге" на дуге стазе. Ирена одлази на још једну сеансу код др Поповића и жали му се да утеху проналази у алкохолу баш зато што је свакодневно гуши иста ситуација. Уна се поздравља са Ирмом, јер одлази у Словенију. Покушава да се поздрави са клинцима, али они не желе да је виде. Жаклина пристиже у болницу да посети свог оца, али затиче празан кревет. Затим одлази у вилу Каначки и тамо прави сцену. Панчета прати Лото и убрзо схвата да је за сада освојила шестицу... |              | |                                  |            |                      |
| 795 | 198          | Господо молим вас да пођете са мном                                                                           | Милан Караџић и Станко Милошевић | TBA        | 2. јул 2023.         |
| Олга и Иван ипак добијају другу шансу! Она пристаје на његову просидбу, а Иван остаје без текста ос среће. Срећа куца и на Панчетина врата. Она добија на лотоу и изгледа да ће постати милионерка, у шта је Нада увек веровала! Међутим, проблем настаје када Тића схвата да не зна где је остао тикет. Уна се коначно присећа свих детаља са венчања са Луком и то му саопштава. Откривена је цела истина о Сенкиној прошлости. Након што је све изашло у јавност, Сенка признаје Леону да зна ко је за то крив. Он се према њој понаша заштитнички, као према повређеном детету, и жели да јој помогне. У вили Каначки организује се прослава и цела породица је на окупу. Међутим, весеље прекида инспектор Цоле и моли Луку и Алексу да пођу са њим... |              | |                                  |            |                      |